# Аргентина
Аргенти́на (исп. Argentina [aɾxenˈtina]), официальное название — Аргенти́нская Респу́блика (исп. República Argentina [reˈpuβlika aɾxenˈtina]) — второе после Бразилии по территории и третье после Бразилии и Колумбии по населению государство Южной Америки, состоящее из 24 административных единиц: 23 провинций и федерального столичного округа Буэнос-Айрес.
По состоянию на 2023 год, согласно оценкам всемирной книги фактов ЦРУ, по численности населения Аргентина — 33-е государство в мире (46 621 847 человек). По вероисповеданию большинство населения на 2022 год составляли католики. Государственный язык — испанский; ограниченно используются также местные индейские языки. Это крупнейшая по площади в мире из испаноязычных стран.
Аргентина — федеративное государство и президентская республика. Президент с 10 декабря 2023 года — Хавьер Милей, премьер-министр с 27 мая 2024 года — Гильермо Франкос.
Столица и крупнейший город — Буэнос-Айрес, другие крупные города — Кордова, Росарио, Мендоса, Сан-Мигель-де-Тукуман, Ла-Плата и Мар-дель-Плата. Аргентина — член ООН (1945), ОАГ (1948), G-15 (1989), МЕРКОСУР (1991), ВТО (1995), G-20 (1999), CELAC (2010).

## Этимология
Название страны «Аргентина», является производным от латинского слова лат. argentum (серебро), которое в свою очередь происходит от греческого ἀργήντος (аргентос), более раннее ἀργήεις, что означало «белый, сияющий». Αργεντινός (аргентинос) — греческое прилагательное, означавшее «серебристый». Название возникло после того, как Себастьян Кабот подобрал оставленного экспедицией Хуана Диаса де Солиса на берегу Франциско дель Пуэрто, который поведал Каботу о «Белом короле» и Серебряных горах, расположенных к северу от Ла-Платы. Кабот поверил легенде и, оставив первоначальный план по исследованию навигации на пути к Молуккским островам, найденным экспедицией Магеллана-Элькано, отправился на поиски серебра. Тем не менее сведения оказались ложными — в бассейне Ла-Платы отсутствуют залежи ценных металлов; в легенде скорее говорилось про империю инков, но слух о серебре стал причиной, по которой страна была названа «Аргентиной».
Первое использование названия «Аргентина» встречается в поэме 1602 года «Аргентина и покорение Рио-де-ла-Платы» (исп. La Argentina y conquista del Río de la Plata) Мартина дель Барко Сентенеры. Хотя это название региона широко употреблялось уже к XVIII веку, в 1776 году страна была официально названа Вице-Королевством Рио-де-ла-Плата. Самостоятельное правительство, образованное после Майской революции 1810 года, заменило статус вице-королевства на Объединённые провинции.
Название «Аргентина» стало знаменитым после его использования в первом гимне Аргентины 1813 года, в котором было много упоминаний продолжавшейся войны за независимость государства. Впервые официально название Аргентинская Республика было зафиксировано в конституции 1826 года. После возврата в состав конфедерации провинции Буэнос-Айрес в 1859 году название государства было изменено на Аргентинскую Нацию. Название Аргентинская Республика было возвращено после принятия закона от 8 октября 1860 года и сохраняется до настоящего времени.

## География
Аргентина входит в десятку крупнейших стран в мире, занимая по размерам территории восьмое место. Она занимает юго-восточную часть материка Южной Америки и восточную часть архипелага Огненная Земля.
Граничит на западе с Чили, на севере с Боливией и Парагваем, на северо-востоке с Бразилией и Уругваем. На востоке омывается водами Атлантического океана, на юге проливом Дрейка.
Берега изрезаны мало, лишь эстуарий Ла-Платы врезается в сушу на 320 километров. Территория вытянута в меридиональном направлении. Её наибольшая протяжённость с севера на юг составляет 3,2 тысячи километров. Большая протяжённость морских границ сыграла важную роль в развитии внешних экономических связей Аргентины.
Площадь 2,8 млн км² (без Фолклендских (Мальвинских) островов, оспариваемых Аргентиной и Великобританией). Она лишь немного крупнее Казахстана и занимает 8-е место в мире по площади.
Природа разнообразна вследствие большой протяжённости с севера на юг и различий в рельефе. По строению поверхности страну можно разделить примерно по 63° з. д. на две части: равнинную (север и восток) и возвышенную (юг и запад).
Вдоль всей западной границы Аргентины проходят Анды, крупнейший горный массив Западного полушария, сложившиеся, в основном, во время альпийского горообразования. Они отличаются сложностью и разнообразием геологического строения.
На северо-западе, между северной границей страны и 28° ю. ш., на высоте 3000-4000 м лежит обширное замкнутое вулканическое плато Пуна. Горы, обрамляющие Пуну с востока, поднимаются до 6500 м. Их увенчивают снежные вершины — невадос.
Южнее Анды резко сужаются. Они достигают наибольшей высоты в центральной части (между 32° и 37° ю. ш.), где преобладают альпийские заострённые формы рельефа. Здесь поднимаются увенчанные мощными снежными шапками самые высокие вершины Южной Америки: Аконкагуа (6962 м), Тупунгато, Мерседарьо. Сочетание разнообразных форм рельефа с различной цветовой гаммой склонов и снежным нарядом гор создаёт особую красоту горных ландшафтов Анд.
На севере, от северной границы до 29° ю. ш. до реки Параны на востоке расстилается равнина Гран-Чако (25-50 м), заполненная обломочным материалом и аллювиальными наносами.
Междуречье Параны и Уругвая — это, в основном, равнинная область, сложенная красными песчаниками и мергелями, перекрытыми толстым слоем глинистого аллювия и лёсса. Северная часть области представляет собой лавовое плато, являющееся частью лавового плато Бразильского плоскогорья. Центральная часть Междуречья — плоская заболоченная низменность. Юг — всхолмлённая равнина, пересечённая песчаниковыми грядами — кучильяс.

физическая карта Аргентины
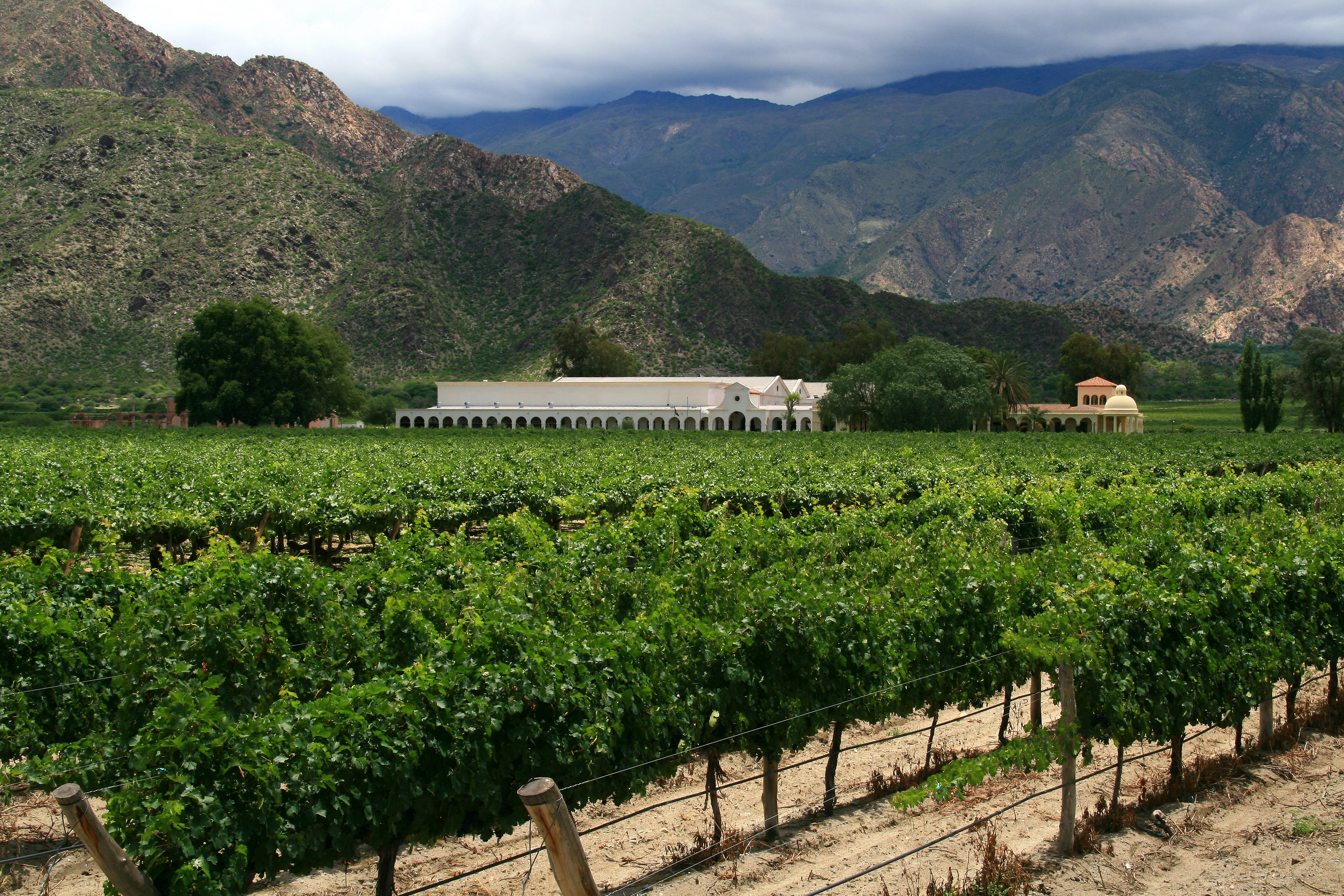
Сальта
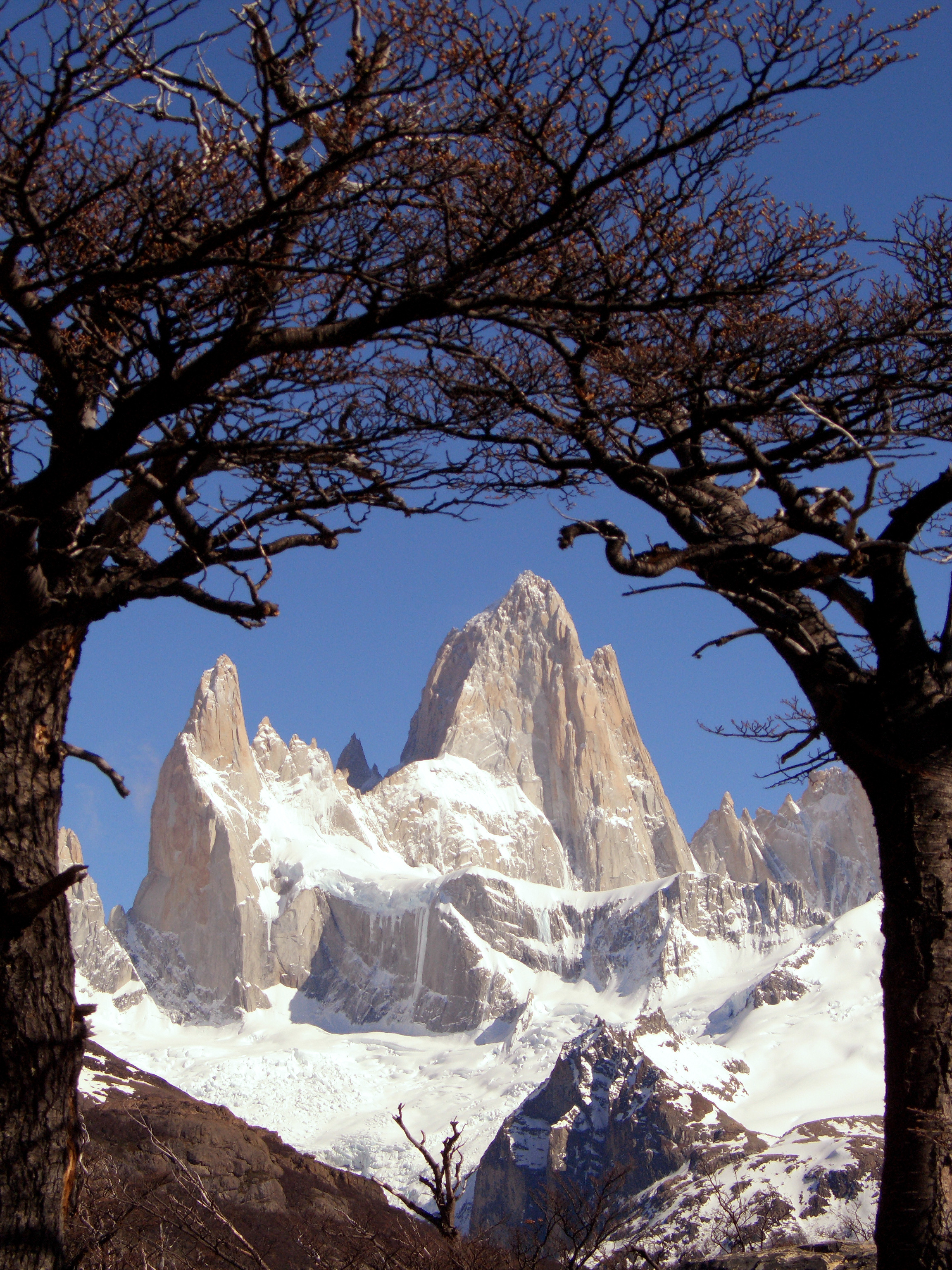
Гора Фицрой, Эль Чальтен, Аргентина
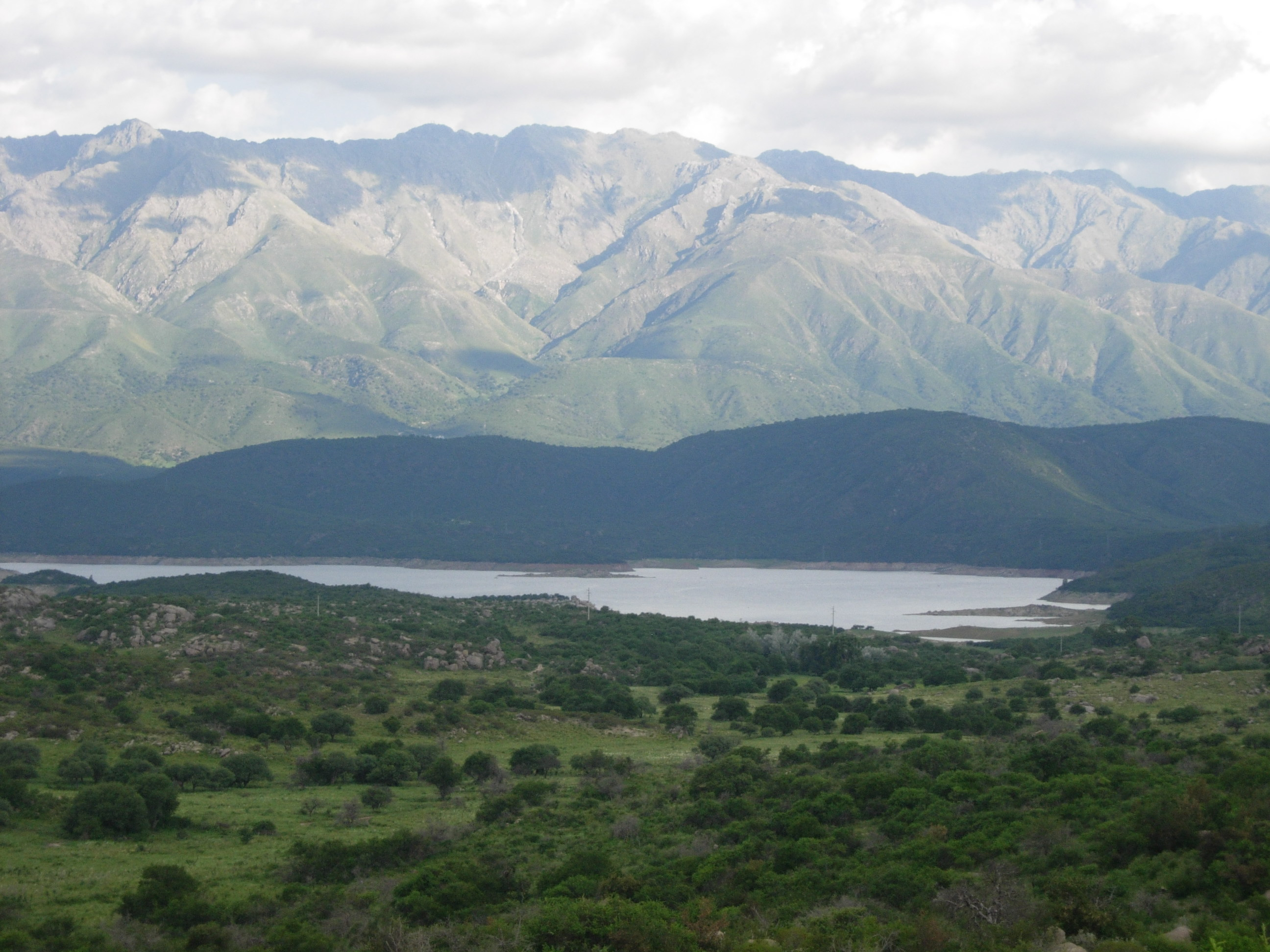
Пампинские Сьерры

### Природные ресурсы
Благодаря разнообразию рельефа и особенностям геологического строения Аргентина располагает богатой минерально-сырьевой базой для развития промышленности. Но залежей мирового масштаба, как в других странах Латинской Америки, здесь почти нет. В западных районах имеются рудные полезные ископаемые. Страна выделяется запасами урановых, марганцевых, медных руд, бериллия, есть свинцово-цинковые, вольфрамовые и железные руды. По запасам урановых руд Аргентина входит в десятку ведущих стран мира.
Из топливно-энергетических ресурсов наибольшее значение имеют природный газ и нефть. Основные месторождения расположены в осадочных породах в прогибах Патагонской платформы и межгорных прогибах Анд в провинциях Неукен, Мендоса, Сальта и на Огненной Земле. Достоверные запасы природного газа Аргентины оцениваются в 600 миллиардов кубических метров. Его добыча возросла, особенно с открытием месторождения в провинции Неукен. В Патагонии есть небольшие запасы бурых углей.
Аргентина выделяется запасами неметаллических ископаемых, в том числе серы. Довольно многочисленны залежи различного строительного сырья (мрамор, гранит и др.).
Вместе с тем геологическая изученность территории в целом низка. Одна из основных проблем развития отраслей промышленности Аргентины заключается не столько в отсутствии отдельных видов сырья, хотя ощущается нехватка коксующих углей, бокситов, калийных солей и других, сколько в их очень неблагоприятном размещении, преимущественно в окраинных, малообжитых районах. Так, например, в Патагонии (30 % территории страны) отмечается сочетание источников минерального сырья и топлива, водных и лесных ресурсов. На эту местность приходится половина продукции горнодобывающей промышленности. В ней, однако, проживает лишь 3 % населения страны.
Природной основой экономического развития явились, в первую очередь, богатые земельные ресурсы Аргентины. В структуре земельного фонда сельскохозяйственные угодья занимают около 70 %, но преобладают пастбища. Распахана значительная часть территории Пампы. Благоприятное сочетание агроклиматических ресурсов определило специализацию страны в международном разделении труда на зерновом хозяйстве и животноводстве на естественных пастбищах.
Среди водных ресурсов Аргентины главная роль принадлежит рекам. Речная сеть лучше развита на северо-востоке, где две многоводные реки́ сливаются в общем устье Ла-Платы. Парана — вторая после Амазонки по длине и площади бассейна река Южной Америки. Крупнейшие ре́ки Аргентины имеют дождевой тип питания. Основной экономический гидроэнергетический потенциал принадлежит рекам Патагонии, берущим нача́ло в горах, а также рекам бассейна Параны и Уругвая, но используется лишь небольшая часть этого потенциала.

### Флора
Растительность Аргентины отличается большим многообразием: от тропических лесов до полупустынь в Патагонии и Пуне. В северном Междуречье растут субтропические леса с разнообразным видовым составом. Здесь встречаются обладающие ценной древесиной араукария, седро, лапачо. Южнее преобладает кустарниковая растительность, заболоченные пространства покрыты камышами, тростниками, кувшинками, а возвышенные и сухие пространства покрыты лугами с богатым травяным покровом. Встречаются разрежённые леса из акаций, мимоз, страусового дерева, по берегам рек — пальмовые рощи.
По направлению к югу становится больше открытых травянистых участков, южная часть провинции Энтре-Риос — злаковая прерия, представляет переходную область к Пампе. Пампа в переводе с языка индейцев кечуа означает лишённую древесной растительности местность. Бескрайние степные пространства Влажной Пампы когда-то были покрыты многолетними злаками: ковылём, перловником, диким просом и пёстрым красочным разнотравьем, однако естественной растительности здесь осталось мало, значительная часть территории распахана, а некогда покрывавший её травянистый покров, служивший естественной кормовой базой для животноводства, в результате длительного выпаса скота был засорён сорняками и потерял свой первозданный вид.
Для Сухой Пампы характерна ксерофильная растительность — низкорослые деревья, колючие кустарники, жёсткие травы. Аналогичная растительность распространена и на засушливом западе, в межгорных бассейнах, там пучки жёстких злаков и ксерофильных кустарников чередуются с кактусами.
Лесами в Аргентине занято 12 % земельного фонда. Наибольшую ценность представляют хвойные леса Междуречья и влажных Анд, а также леса кебрачо в Чако. Их эксплуатация затруднена тем, что они расположены в отдалённых районах, поэтому предпринимаются попытки искусственных лесонасаждений в самом обжитом районе Пампе.
Наиболее освоены лесные ресурсы Чако, но здесь, в результате длительной эксплуатации, остро стои́т вопрос их серьёзной охраны и восстановления.
Национальным цветком Аргентины является эритрина петушиный гребень, национальным животным — рыжий печник.

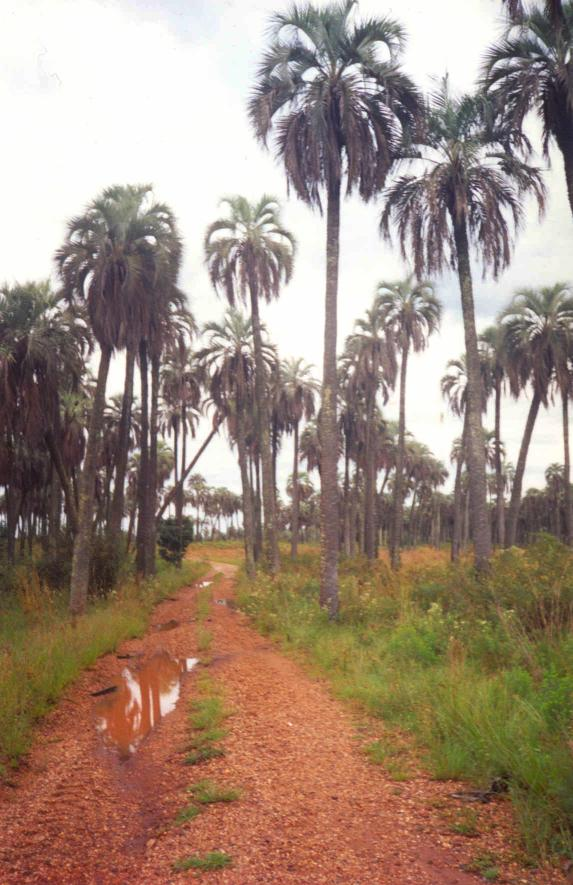
Национальный парк Эль-Пальмар, Энтре Риос
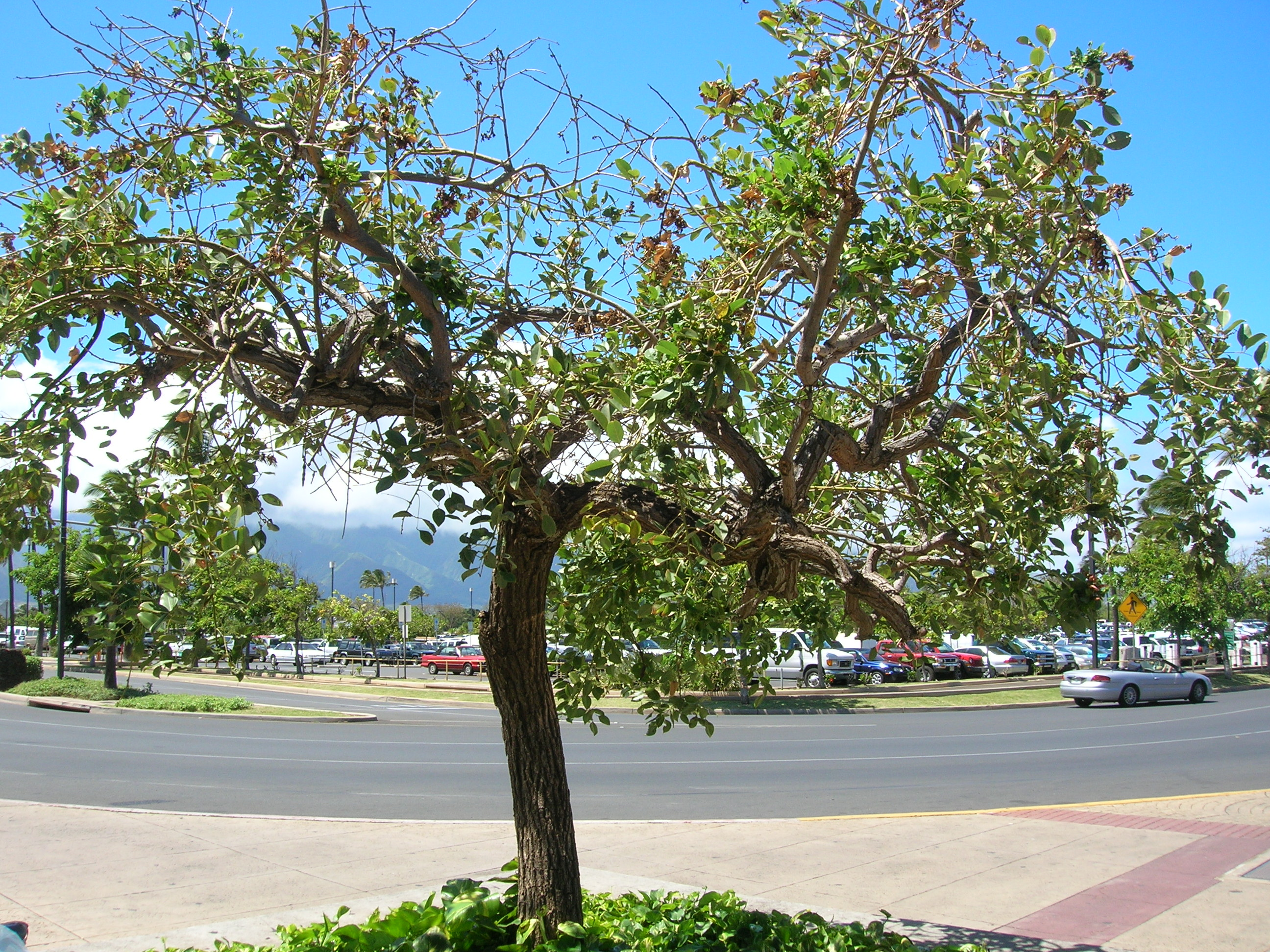
Эритрина петушиный гребень

### Фауна
Фауна Аргентины хоть и не столь богата и разнообразна, как в других странах Латинской Америки, но имеет немало эндемичных видов. Почти все эти животные[уточнить] обитают в Андах и их предгорьях, а также в малонаселённой области Патагонии. В Пуне встречается реликтовый очковый медведь.
На открытых полупустынных пространствах Патагонии и в саваннах Чако распространена пума. В Андах ещё встречаются викунья, обладающая мягкой шерстью, чинчилья (шиншилла) с нежным серебристым мехом. Однако и те, и другие подверглись почти полному истреблению. Много грызунов, броненосцев. В Чако, Междуречье, Патагонии широко распространены нутрии, выдры.
В болотах и озёрах обитают водоплавающие птицы, многие из которых выделяются своей яркой окраской. На берегах водоёмов можно увидеть фламинго, цаплю. В лесах встречаются колибри, среди которых есть эндемичные виды, например, так называемый порхающий изумруд в Патагонских Андах. Обитающий в Аргентине печник стал в 1928 году одним из национальных символов страны.
Полуостров Вальдес — один из центров сезонной миграции животных. С июня по декабрь сюда приплывают южные гладкие киты, с сентября по март-апрель — магеллановы пингвины и косатки, с декабря по март — серые дельфины. Целый год здесь можно встретить пёстрых дельфинов, морских слонов, морских львов, гуанако, патагонских мар, страусов нанду, серых лис и броненосцев.
Ягуар, тукан.

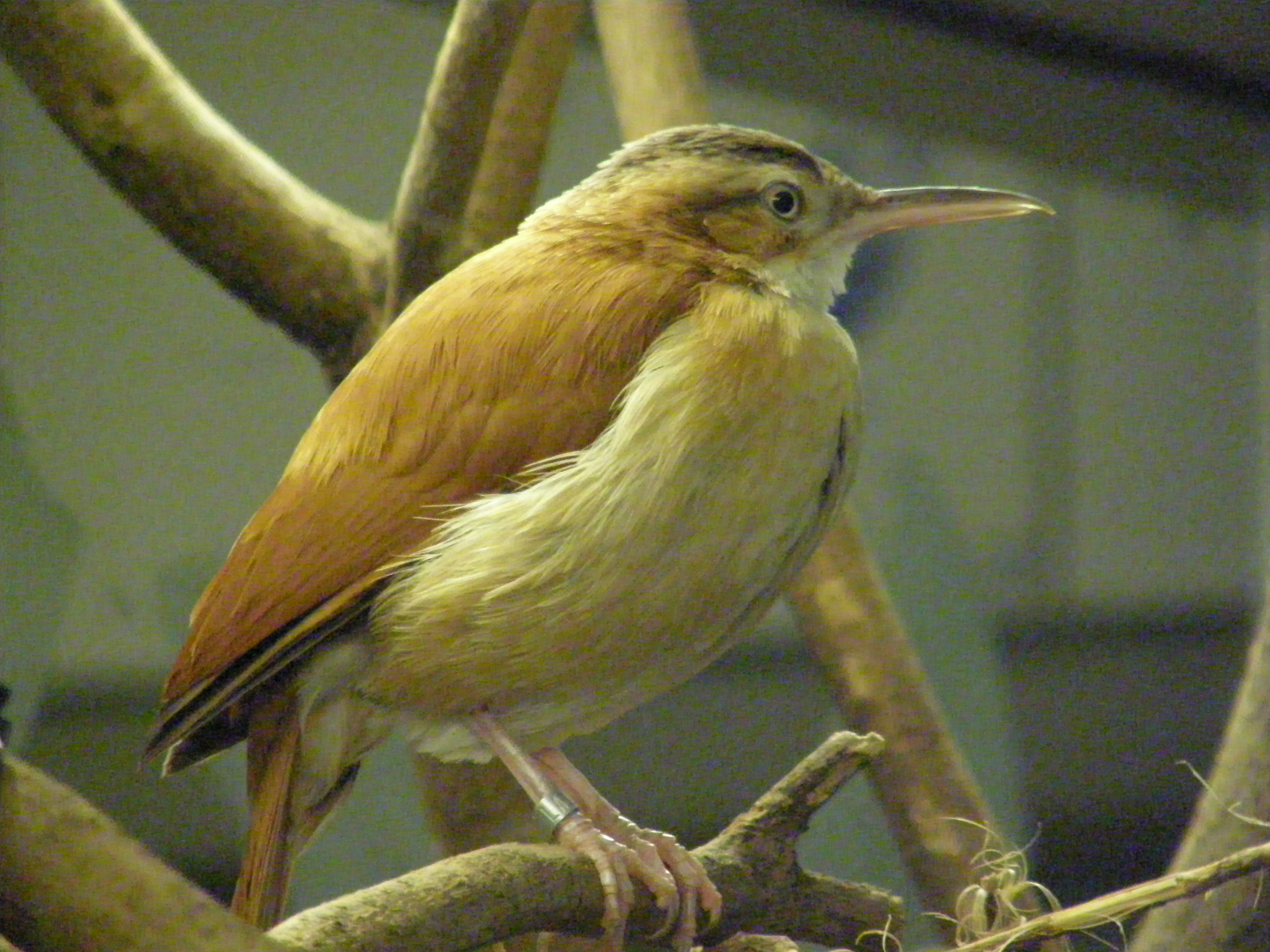
Бледноногий настоящий печник, один из национальных символов Аргентины
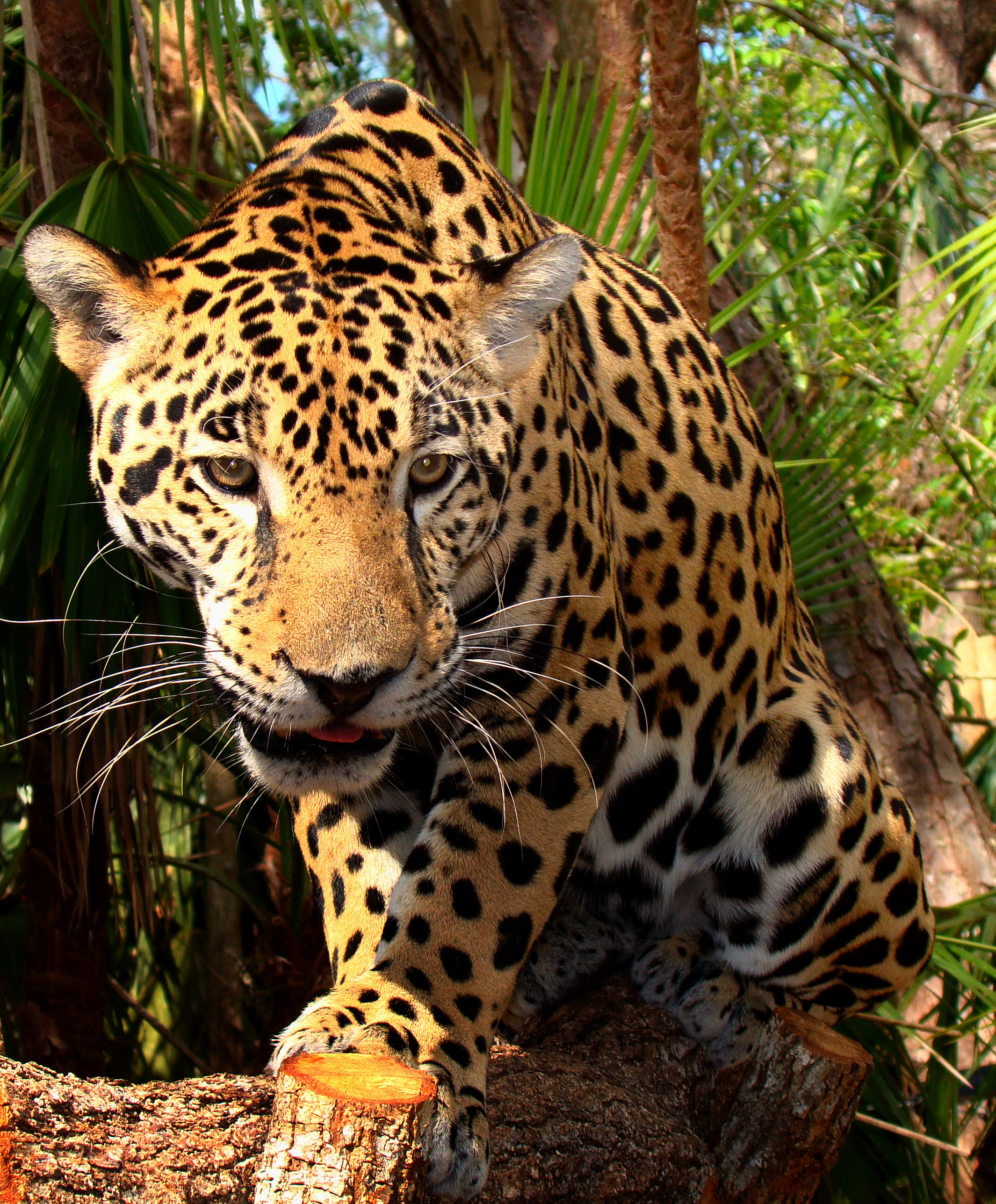
Ягуар

### Климат
Аргентина расположена в трёх климатических поясах: тропическом, субтропическом и умеренном. Лето на юге страны относительно холодное: средние температуры даже самого тёплого месяца (января) +15 °C. Полюс жары в Аргентине — тропическая область Гран-Чако на севере. Летом воздух там прогревается до +30…+40 °C, а зимой средние температуры достигают +17…+20 °C. Годовое количество осадков убывает на равнинах с востока на запад с 1400—1600 до 100—300 мм, в горах оно снова возрастает. Больше всего осадков получают восточные склоны Южных Анд до 2000, а местами даже до 5000 мм в год, а из равнинных областей — Энтре-Риос на северо-востоке Аргентины до 1600 мм в год.
Климат столицы Аргентины субтропический влажный. Поскольку Буэнос-Айрес расположен в южном полушарии, лето там длится с декабря по февраль, а зима с июня по август. Зима мягкая, с продолжительными дождями, изредка бывают слабые заморозки. Лето очень душное и длительное, с характерно жаркой погодой и обильными осадками. Средняя температура воздуха в июле составляет +10 градусов, а в январе +24. Количество осадков на территории города составляет 987 мм в год. Столица находится в северо-восточной части Аргентины в субтропическом природном поясе с субтропическим муссонным климатом.
| Показатель                    | Янв. | Фев. | Март | Апр. | Май  | Июнь | Июль | Авг. | Сен. | Окт. | Нояб. | Дек. | Год  |
| ----------------------------- | ---- | ---- | ---- | ---- | ---- | ---- | ---- | ---- | ---- | ---- | ----- | ---- | ---- |
| Абсолютный максимум, °C       | 43,3 | 38,7 | 37,9 | 33,6 | 31,0 | 28,5 | 30,2 | 33,7 | 34,0 | 34,6 | 36,8  | 40,5 | 43,3 |
| Средний суточный максимум, °C | 29,5 | 28,1 | 26,4 | 22,6 | 19,0 | 15,7 | 15,1 | 17,3 | 18,9 | 22,2 | 25,1  | 28,0 | 22,3 |
| Средняя температура, °C       | 24,8 | 23,6 | 22,0 | 18,2 | 14,8 | 11,9 | 11,1 | 12,8 | 14,6 | 17,8 | 20,4  | 23,2 | 17,9 |
| Средний суточный минимум, °C  | 20,4 | 19,5 | 18,0 | 14,2 | 11,1 | 8,5  | 7,7  | 9,1  | 10,6 | 13,6 | 16,2  | 18,7 | 14,0 |
| Абсолютный минимум, °C        | 5,9  | 4,2  | 2,8  | −2,3 | −2,4 | −5,3 | −5,4 | −4   | −2,4 | −2   | 1,6   | 3,7  | −5,9 |
| Норма осадков, мм             | 144  | 125  | 154  | 123  | 93   | 58   | 62   | 66   | 76   | 129  | 117   | 110  | 1256 |
| Температура воды, °C          | 26   | 25   | 24   | 23   | 21   | 18   | 18   | 17   | 17   | 20   | 23    | 24   | 21   |
| Источник: «Погода и Климат»   |      |      |      |      |      |      |      |      |      |      |       |      |      |

## История
Территория современной Аргентины была заселена не позднее 10 тыс. лет до н. э. племенами охотников и собирателей. Около 2-й половины 1 тысячелетия до н. э. население горных равнин перешло к земледелию и животноводству. В 1470-х годах территорию нынешней Аргентины стали колонизировать Инки.
В начале XVI века различные этнические группы населяли территорию современной Аргентины: теуэльче (в современной Патагонии), Rehuelches, Pampas, Matacos (в районах Чако, Салта и Тукуман), Guaycures, Huerpes, Diaguitas, мапуче (в Неукене, Рио-Негро, Чубуте, Ла-Пампе и Буэнос-Айресе), гуарани (в Энтре Риос, Корриентес и Мисьонес) и т. д. Численность индейцев на территории современной Аргентины накануне появления там европейцев достигала 300 тыс. чел.
В 1535 году Педро де Мендоса, находясь во главе экспедиции, обладавшей большим количеством лошадей и провизии, основал форт Санта Мария дель Буэн Айре, столицу современной Аргентины. В 1776 году было образовано Вице-королевство Рио-де-ла-Плата, в состав которого вошли Парагвай, Аргентина, Уругвай и часть Боливии со столицей в городе Буэнос-Айресе. В 1805 и 1806 годах британские войска были разгромлены в их попытках завоевать Буэнос-Айрес. Крупная буржуазия возглавила революционное движение в 1810 году, в результате победы этого движения были образованы Соединённые провинции Южной Америки. 25 мая 1810 года муниципальный совет объявил о роспуске Вице-Королевства и введении правления короля Фернандо VII.

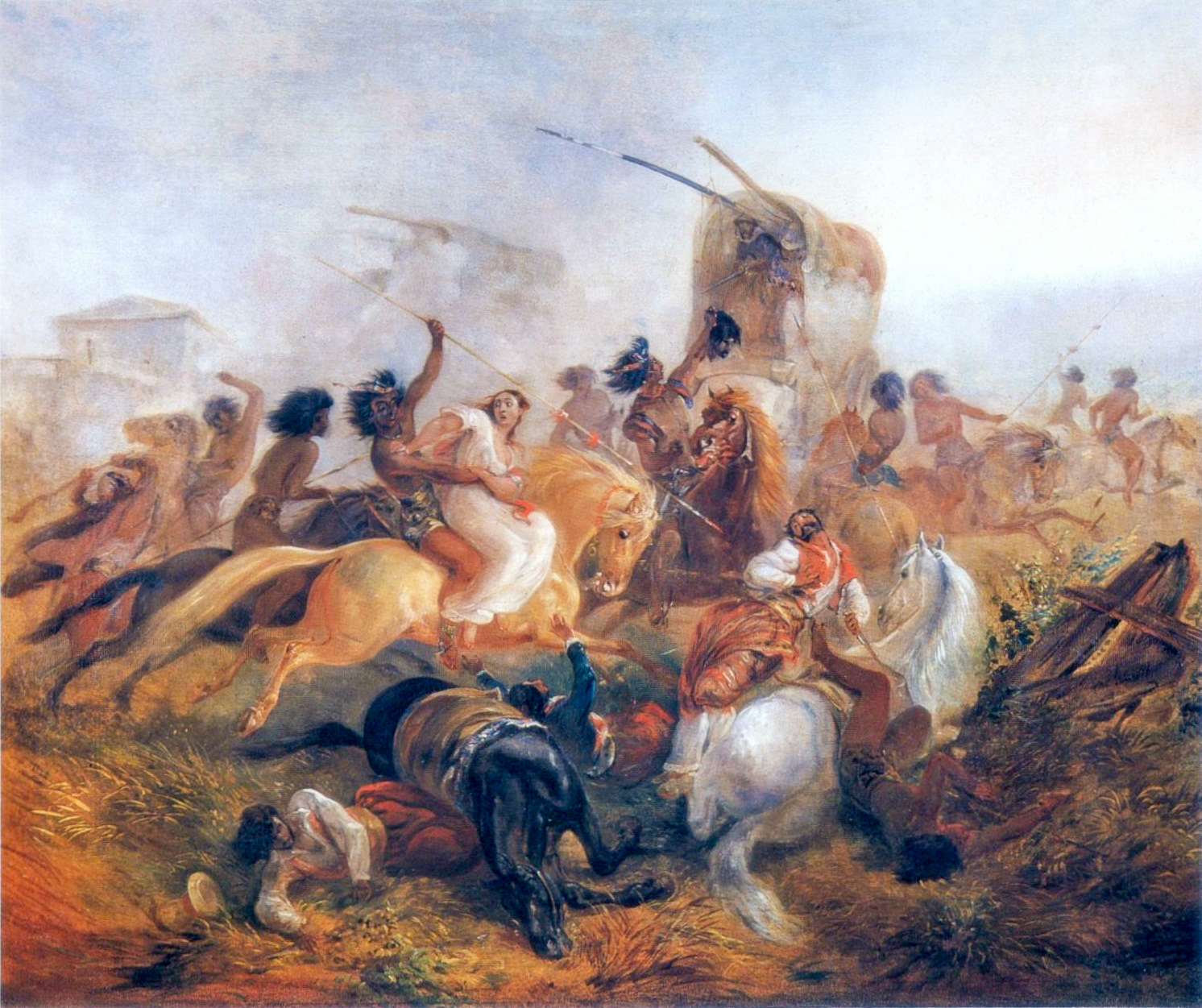
Индейские войны, Ругендас

В марте 1816 года в Тукумане собрались представители нескольких провинций. 9 июля была провозглашена независимость от Испании и создание Объединённых Провинций Южной Америки (позднее Объединённых Провинций Рио де ла Плата). Хотя во главе нового государства встал Верховный правитель, Конгресс не смог прийти к соглашению о форме государственной власти. Многие из делегатов, в частности делегаты от города и провинции Буэнос-Айрес, были сторонниками конституционной монархии. Указанная позиция, которая затем была изменена в пользу централизованной республиканской системы, столкнулась с оппозицией в лице делегатов от других провинций, которые отстаивали федеральную систему государственного устройства. Дискуссия между двумя фракциями привела к гражданской войне 1819 года.
Генерал Хосе де Сан-Мартин возглавил армию, которая одержала победу над испанцами. Сан-Мартин внёс значительный вклад в дело борьбы за независимость Аргентины, Чили и Перу.
Мир был восстановлен в 1820 году. Тем не менее главный вопрос, а именно создание стабильной формы правления, оказался нерешённым. В течение следующего десятилетия Объединённые провинции переживали состояние анархии, которому способствовала война с Бразилией 1825—1827 годов. Бразилия потерпела поражение в конфликте по поводу территориальных претензий на Уругвай. В результате конфликта Уругвай стал самостоятельным государством.
В 1833 году Великобритания заняла Мальвинские острова.

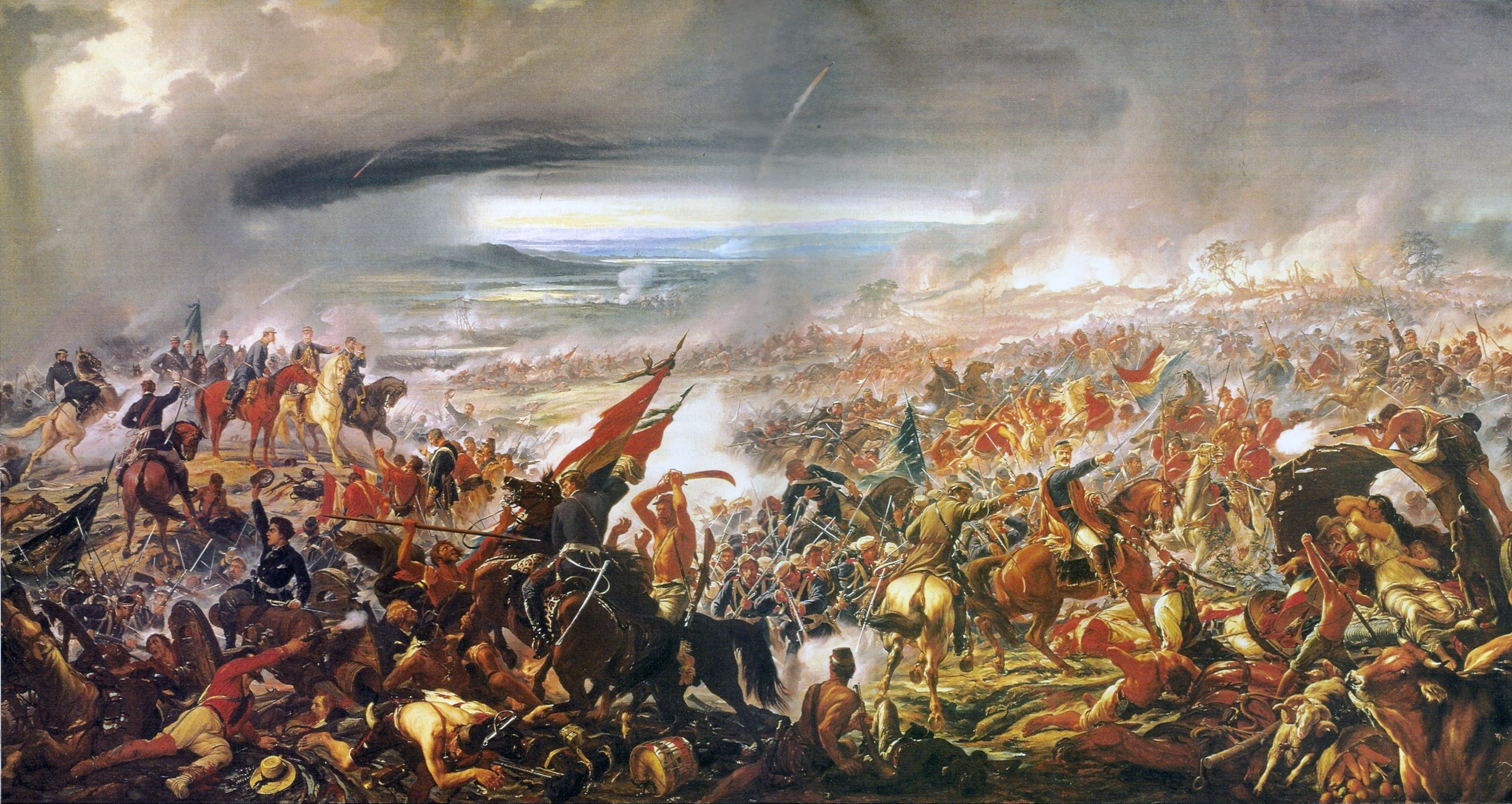
Битва при Аваи, Парагвайская война, 1868 г.

Диктаторский режим Росаса был свергнут в 1852 году группой под руководством генерала Хусто Уркиса, который ранее являлся губернатором Энтре-Риос. Победа Уркисы была достигнута при помощи войск Уругвая и Бразилии. В 1853 году была принята Конституция Аргентины, а Уркиса стал первым президентом республики Аргентина. Провинция Буэнос-Айрес не присоединилась к конституции и в 1854 году провозгласила независимость. Взаимная вражда двух государств привела в 1859 году к войне. Аргентинская республика быстро одержала победу, и в октябре того же года провинция Буэнос-Айрес присоединилась к Конституции. Но вскоре она стала центром нового мятежа, направленного против федерального правительства, который разразился в 1861 году. Под командованием генерала Бартоломе Митре мятежники нанесли поражение в сентябре того же года национальной армии. 5 ноября Президент республики объявил о своей отставке. В мае следующего года Митре был избран Конгрессом на пост президента, а Буэнос-Айрес стал столицей Аргентины.
Следующее десятилетие ознаменовалось завоеванием Лас-Пампас, известной в настоящее время как провинция Рио-Негро, в ходе которого была устранена угроза со стороны аборигенов. Эта так называемая Война Пустыни (1879—1880) под руководством генерала Хулио Рока открыла путь к обширным территориям, благоприятным для развития земледелия и животноводства. В 1880 году Рока, противник возвышения Буэнос-Айреса, был избран на пост президента. В годы, последовавшие за его победой, Буэнос-Айрес был отделён от провинции и утверждён в качестве столицы Аргентины и федерального округа. В течение 50 лет, последовавших за 1880 годом, Аргентина добилась значительных экономических и социальных успехов. В начале XX века Аргентина превратилась в одну из самых богатых стран мира. Популярность Аргентины возросла с прибытием в страну миллионов европейцев.

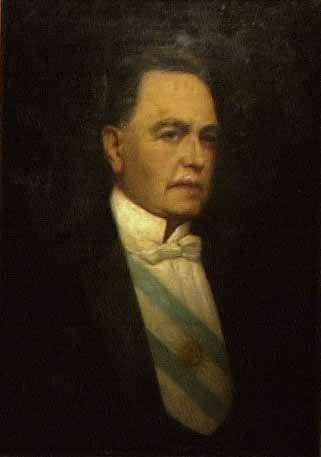
Аргентинский президент Иполито Иригойен

Социальная обстановка в Аргентине оставалась стабильной вплоть до 1930 года, когда разразился военный переворот, в ходе которого был низвергнут президент Иполито Иригойен.

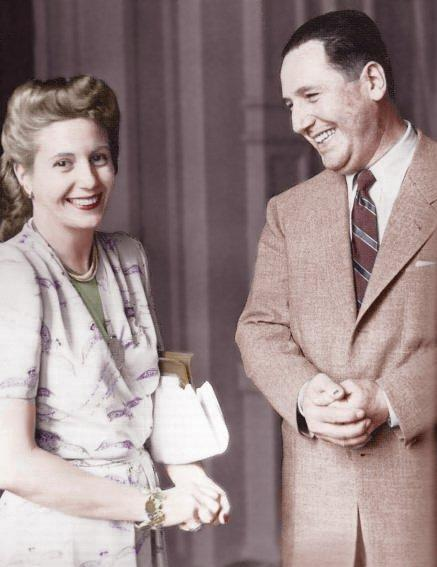
Эва Перон и Хуан Перон

В 1946 году Перон был избран президентом Аргентины. Перон и его супруга Эва (Эвита), руководившая реализацией социальных программ, пользовались большой популярностью среди народных масс. В 1952 году Перон снова был избран президентом. Вместе со своей популярной и сильной духом женой Эвой он провёл жёсткую экономическую реформу. Программа уделяла большее внимание аргентинской индустриализации и самоопределению, она была одобрена фракциями консервативных националистов и рабочими. Попытки Перона секуляризировать государство привели к конфликту с Католической церковью. Режим Перона был свергнут в 1955 году.
После смены ряда военных и гражданских правительств Перон в 1973 году вернулся к власти, но умер в 1974 году, пост президента заняла не имевшая политического опыта его третья жена Исабель, избранная в паре с ним вице-президентом. В период её правления революционеры марксистского толка Монтонерос развязали террор, который был использован как повод организаторами военного переворота, случившегося в 1976 году. Тогда армия развязала собственную «грязную войну» против всех, кого военные считали «подрывными элементами»: тысячи аргентинцев были убиты и объявлены пропавшими без вести. В 1981 году вместо генерала Виделы, отстранившего от власти Исабель Перон, пост президента занял генерал Роберто Виола. Его менее чем через год сменил генерал Леопольдо Галтьери.
В 1982 году «в целях преодоления экономического кризиса» Гальтиери отдал приказ аргентинской армии высадиться на Фолклендских (Мальвинских) островах, которые с 1833 года контролировались Великобританией. К удивлению правительства военных, Великобритания направила в Южную Атлантику свои войска и через три месяца аргентинский контингент на островах капитулировал. Острова вернулись к Великобритании. Галтьери ушёл в отставку, и вскоре в 1983 году в результате демократических выборов к власти пришёл Рауль Альфонсин, кандидат от Радикального гражданского союза. В мае 1989 года лидером страны, пришедшим к власти демократическим путём, стал Карлос Саул Менем, руководитель хустисиалистской (перонистской) партии.

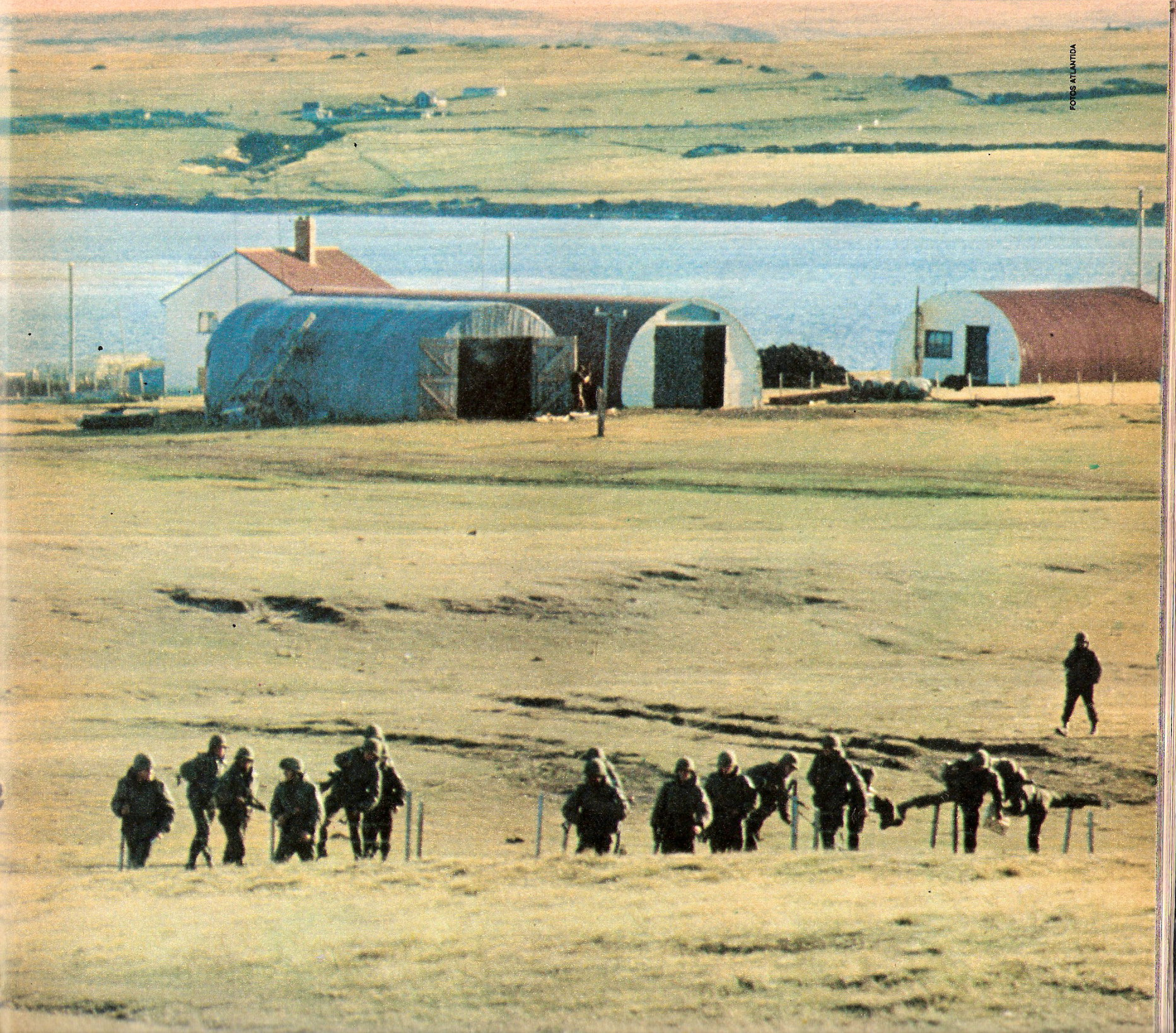
Фолклендская война

С 1991 года при активном участии министра экономики Доминго Кавальо проводились программы либерализации экономики и развития свободной торговли. В качестве президента Менем добился коренных изменений в аргентинской экономике, а также установления политической стабильности.
В 1995 году Менем был переизбран президентом Аргентины. Перонистская партия, возглавляемая Менемом, также одержала победу на выборах в конгресс и получила большинство в Палате депутатов. Аргентина оставила позади мрачные годы военной диктатуры и перешла к условиям развитых демократических свобод. В том же году под давлением оппозиционных партий министр экономики Доминго Кавальо оставил свой пост: это стало первым звонком, предвещавшим скорый тотальный коллапс «экономического чуда».
В 2001 году реформы министра Кавальо и президента Менема привели страну к техническому дефолту. Основные причины: беспрецедентное открытие экономики, слишком резкая либерализация режима иностранных инвестиций, дерегулирование рынков. В результате образовалась слишком большая зависимость от иностранных инвестиций. Привязка песо к доллару по курсу 1:1, во-первых, требовала больших ресурсов для поддержания, во-вторых, сделала экономику менее конкурентоспособной по сравнению с соседями (Бразилией). Большой проблемой явилось и то, что большинство вложений и кредитов населению (около 70 %) выдавалось в долларах, что сильно осложняло возможность плавной девальвации песо.

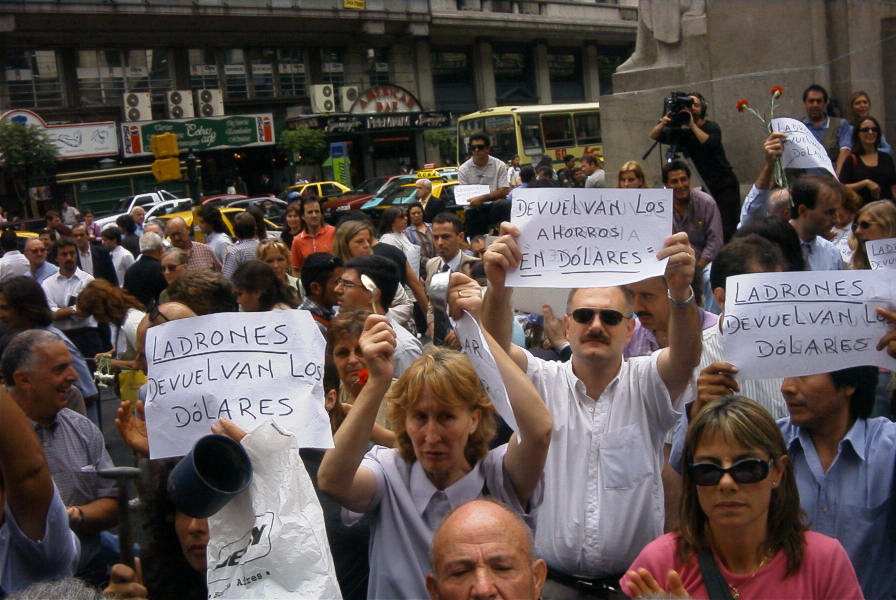
Аргентинский экономический кризис

После технического дефолта отсутствие рычагов административного давления на банки привело к тому, что не удалось ограничить объёмы продаж песо. Как результат, нехватка средств для поддержания конвертации песо—доллар могла привести к полному обесцениванию песо. МВФ отказал стране в кредитовании и выдвинул достаточно жёсткие условия (один из предложенных вариантов — долларизация экономики, то есть полный отказ от национальной валюты). Существует мнение[чьё?], что именно МВФ существенно усугубил кризис, так как именно МВФ активно настаивал на реформах, и правительство было вынужденно приводить их в жизнь из-за зависимости от займов. В результате правительство конвертировало все долларовые сбережения населения в песо по курсу 1:1,4 (в ~3 раза дешевле актуального на тот момент курса). Иностранные банки были обязаны принимать в оплату долларовых кредитов, взятых до дефолта, песо по старому курсу (1:1), что привело к совокупным потерям банков 7—10 млрд долларов. Безработица достигла критической отметки 22—24 %. Кризис привёл к массовым беспорядкам и погромам.
Аргентина имеет дипломатические отношения с Российской Федерацией: они установлены с Россией 22 октября 1885 года, были приостановлены после октября 1917 года и возобновлены с СССР в 1946 году.
В 2010 году в стране были легализованы однополые браки.

## Политика

### Политическая структура
Согласно Конституции 1853 года, в стране существует разделение властей на исполнительную, законодательную и судебную как на национальном, так и на местном уровнях. Аргентина — федеративная республика, разделённая на 23 провинции и 1 федеральный столичный округ.

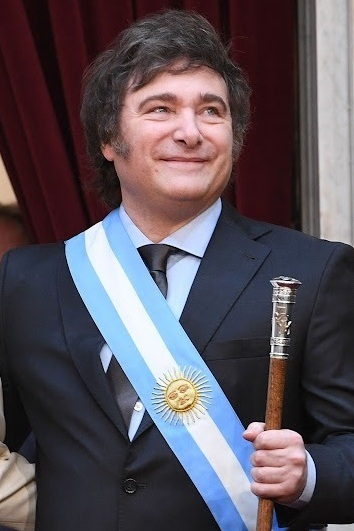
Президент Хавьер Милей

Глава государства — президент, избираемый на четыре года. В настоящее время президентом Аргентины является Хавьер Милей, победивший на прошедших 22 октября 2023 года (первый тур) и 19 ноября 2023 года (второй тур) президентских выборах и вступивший в должность 10 декабря того же года.
Глава кабинета министров — премьер-министр Аргентины. Высшим законодательным органом является Национальный конгресс, который состоит из Сената (72 чел.) и Палаты депутатов (257 чел.). Председатель Сената занимает пост вице-президента страны. Председателем Сената и вице-президентом в настоящее время является Виктория Вильярруэль.
Выборы в парламент проводятся каждые 2 года — обновляется треть сенаторов и половина депутатов.
Хотя по декларации 1853 года Буэнос-Айрес является столицей, город стал официальной столицей лишь в 1880 году, когда он был отделён от провинции Буэнос-Айрес в отдельную административную единицу.

### Политические партии
Основные политические партии (на сентябрь 2019 года):
- Фронт за победу — левоперонистская фракция Хустисиалистской партии, 49 сенаторов, 105 депутатов.
- Гражданский радикальный союз — левоцентристская, 7 сенаторов, 29 депутатов.
- Республиканское предложение — правоцентристская, 4 сенатора, 43 депутата.
- Объединённые за новую альтернативу — правоцентристская перонистская, 4 сенатора, 41 депутат.
- Прогрессисты — левоцентристская коалиция, 6 депутатов.
- Социалистическая партия — левая, 3 сенатора, 12 депутатов.
- Проект Юг — левая партия режиссёра Фернандо Соланаса, 1 сенатор, 1 депутат.
- Левый фронт трудящихся — коалиция троцкистских партий, 7 депутатов.

Кроме них, есть ещё более 20 легальных партий, некоторые имеют незначительное представительство в сенате и палате депутатов.

### Внешняя политика

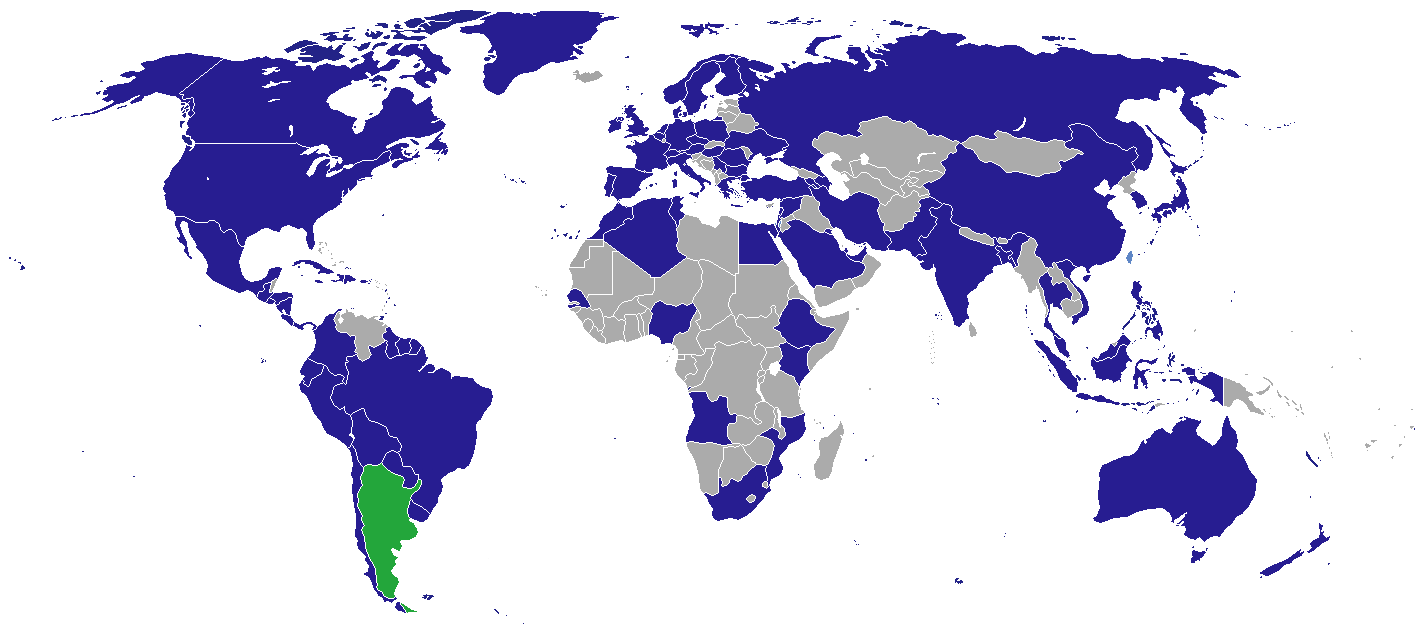
Карта стран с посольствами Аргентины (синий цвет). Зелёный — Аргентина.

Аргентина является членом ООН, МВФ, ОАГ, ВТО, Большой двадцатки, МЕРКОСУР, бывший член Союза южноамериканских наций.

#### Аргентина — Российская Федерация

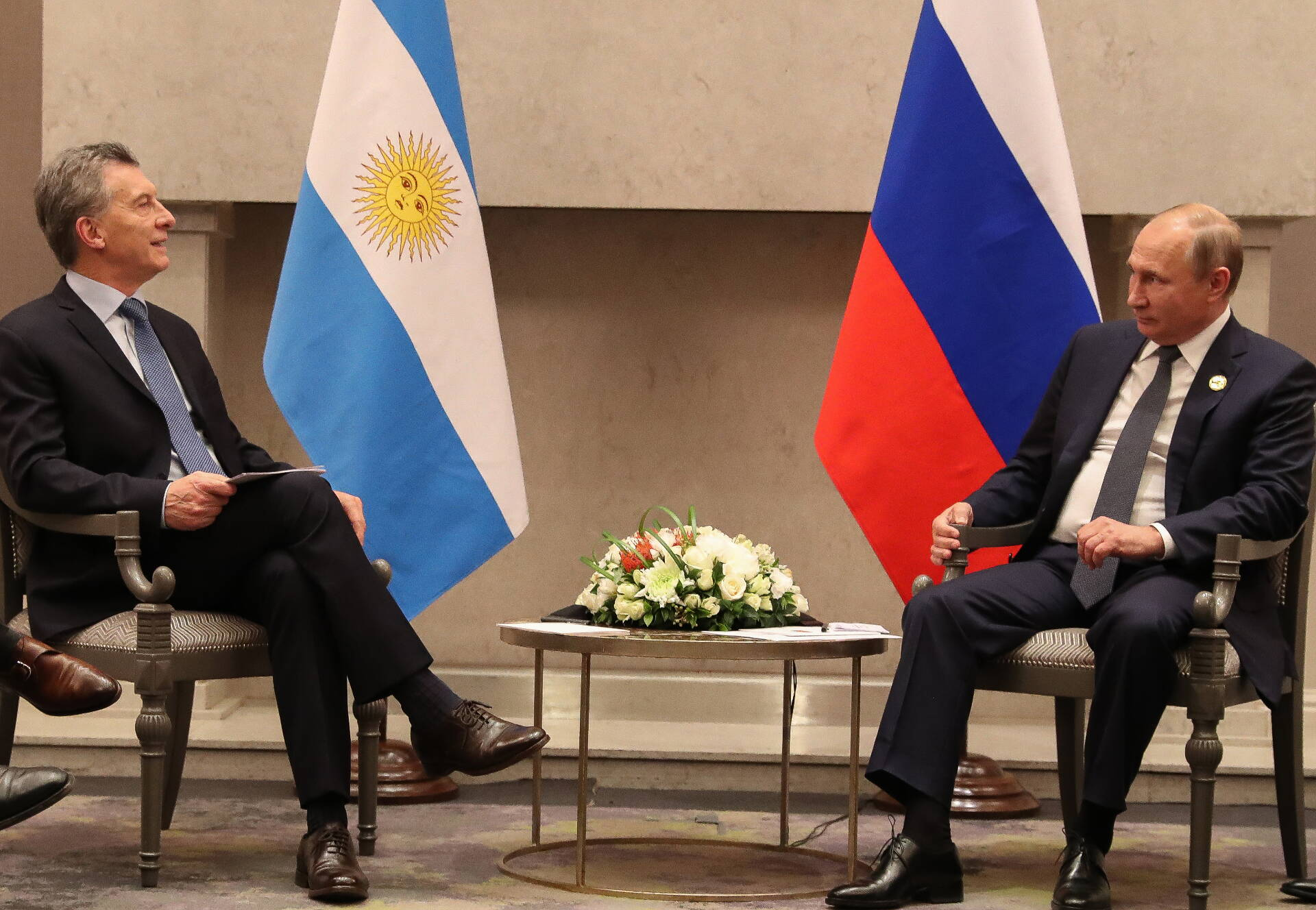
Маурисио Макри и Владимир Путин

11 марта 2009 года правительство Аргентины подписало межправительственное соглашение в форме обмена нотами с правительством Российской Федерации об отмене визового режима между двумя странами. Документ был подписан в Буэнос-Айресе министром иностранных дел южноамериканской республики Хорхе Тайаной в присутствии посла РФ в Аргентине Юрия Корчагина и отправлен в Москву на подписание российской стороной.
18 марта 2009 года министр иностранных дел России Сергей Лавров в присутствии посла Аргентины Леопольдо Браво также подписал документ в Москве.
В настоящее время граждане России, посещающие Аргентину с туристическими целями, могут находиться до 90 дней без визы, аналогичный режим установлен для граждан Аргентины в России.

#### Аргентина — Соединённые Штаты Америки
Соединённые Штаты установили дипломатические отношения с Аргентиной в 1823 году, после обретения последней независимости от Испании. Двусторонние отношения между странами основаны на общих интересах, включая поддержание мира и стабильности в регионе, защита прав человека и развития коммерческих связей. Правительство Аргентины поддерживает США в области национальной и международной безопасности путём участия в международных операциях по поддержанию мира и пропаганде нераспространения оружия массового уничтожения.

## Вооружённые силы
Аргентинские Вооружённые силы состоят из армии, флота и авиации. Они находятся под командованием президента, который является главнокомандующим и занимается их вопросами через Министерство обороны.
Военная служба добровольна. Призывной возраст — от 18 до 24 лет, воинской обязанности нет.

## Административное деление
Аргентина — федеративная и представительная республика, в состав которой входят 23 провинции и автономный столичный округ.
| № на карте | Провинции/Округ                  | Административный центр               | Население, (2010) чел. | Место | Площадь, км² | Место | Плотность, чел./км² | Место |
| ---------- | -------------------------------- | ------------------------------------ | ---------------------- | ----- | ------------ | ----- | ------------------- | ----- |
| 1          | Федеральная столица Буэнос-Айрес | —                                    | 2 890 151              | 4     | 200          | 24    | 14 450,76           | 1     |
| 2          | Буэнос-Айрес                     | Ла-Плата                             | 15 625 084             | 1     | 307 571      | 1     | 50,80               | 3     |
| 3          | Катамарка                        | Сан-Фернандо-дель-Валье-де-Катамарка | 367 828                | 20    | 102 602      | 11    | 3,58                | 20    |
| 4          | Чако                             | Ресистенсия                          | 1 055 259              | 10    | 99 633       | 12    | 10,59               | 11    |
| 5          | Чубут                            | Росон                                | 509 108                | 18    | 224 686      | 3     | 2,27                | 22    |
| 6          | Кордова                          | Кордова                              | 3 308 876              | 2     | 165 321      | 5     | 20,01               | 6     |
| 7          | Корриентес                       | Корриентес                           | 992 595                | 11    | 88 199       | 16    | 11,25               | 10    |
| 8          | Энтре-Риос                       | Парана                               | 1 235 994              | 7     | 78 781       | 17    | 15,69               | 7     |
| 9          | Формоса                          | Формоса                              | 530 162                | 17    | 72 066       | 19    | 7,36                | 14    |
| 10         | Жужуй                            | Сан-Сальвадор-де-Жужуй               | 673 307                | 14    | 53 219       | 20    | 12,65               | 8     |
| 11         | Ла-Пампа                         | Санта-Роса                           | 318 951                | 22    | 143 440      | 8     | 2,22                | 23    |
| 12         | Ла-Риоха                         | Ла-Риоха                             | 333 642                | 21    | 89 680       | 14    | 3,72                | 19    |
| 13         | Мендоса                          | Мендоса                              | 1 738 929              | 5     | 148 827      | 7     | 11,68               | 9     |
| 14         | Мисьонес                         | Посадас                              | 1 101 593              | 9     | 29 801       | 21    | 36,96               | 4     |
| 15         | Неукен                           | Неукен                               | 551 266                | 16    | 94 078       | 13    | 5,86                | 17    |
| 16         | Рио-Негро                        | Вьедма                               | 638 645                | 15    | 203 013      | 4     | 3,15                | 21    |
| 17         | Сальта                           | Сальта                               | 1 214 441              | 8     | 155 488      | 6     | 7,81                | 12    |
| 18         | Сан-Хуан                         | Сан-Хуан                             | 681 055                | 13    | 89 651       | 15    | 7,60                | 13    |
| 19         | Сан-Луис                         | Сан-Луис                             | 432 310                | 19    | 76 748       | 18    | 5,63                | 18    |
| 20         | Санта-Крус                       | Рио-Гальегос                         | 273 964                | 23    | 243 943      | 2     | 1,12                | 24    |
| 21         | Санта-Фе                         | Санта-Фе                             | 3 194 537              | 3     | 133 007      | 10    | 24,02               | 5     |
| 22         | Сантьяго-дель-Эстеро             | Сантьяго-дель-Эстеро                 | 874 006                | 12    | 136 351      | 9     | 6,41                | 15    |
| 23         | Огненная Земля                   | Ушуая                                | 127 205                | 24    | 21 263       | 23    | 5,98                | 16    |
| 24         | Тукуман                          | Сан-Мигель-де-Тукуман                | 1 448 188              | 6     | 22 524       | 22    | 64,30               | 2     |
|            | Всего                            |                                      | 40 117 096             |       | 2 780 092    |       | 14,43               |       |

## Экономика

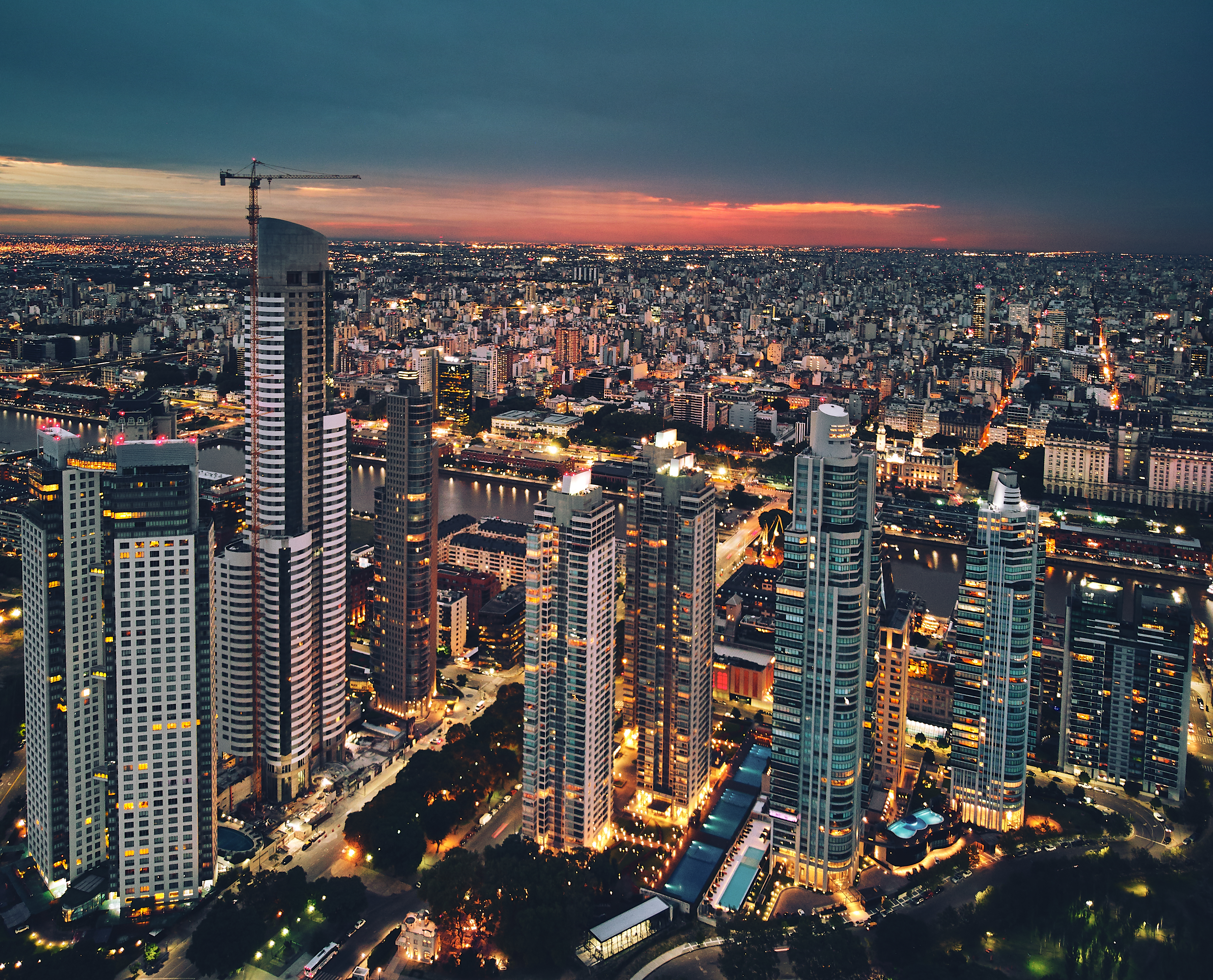
Буэнос-Айрес

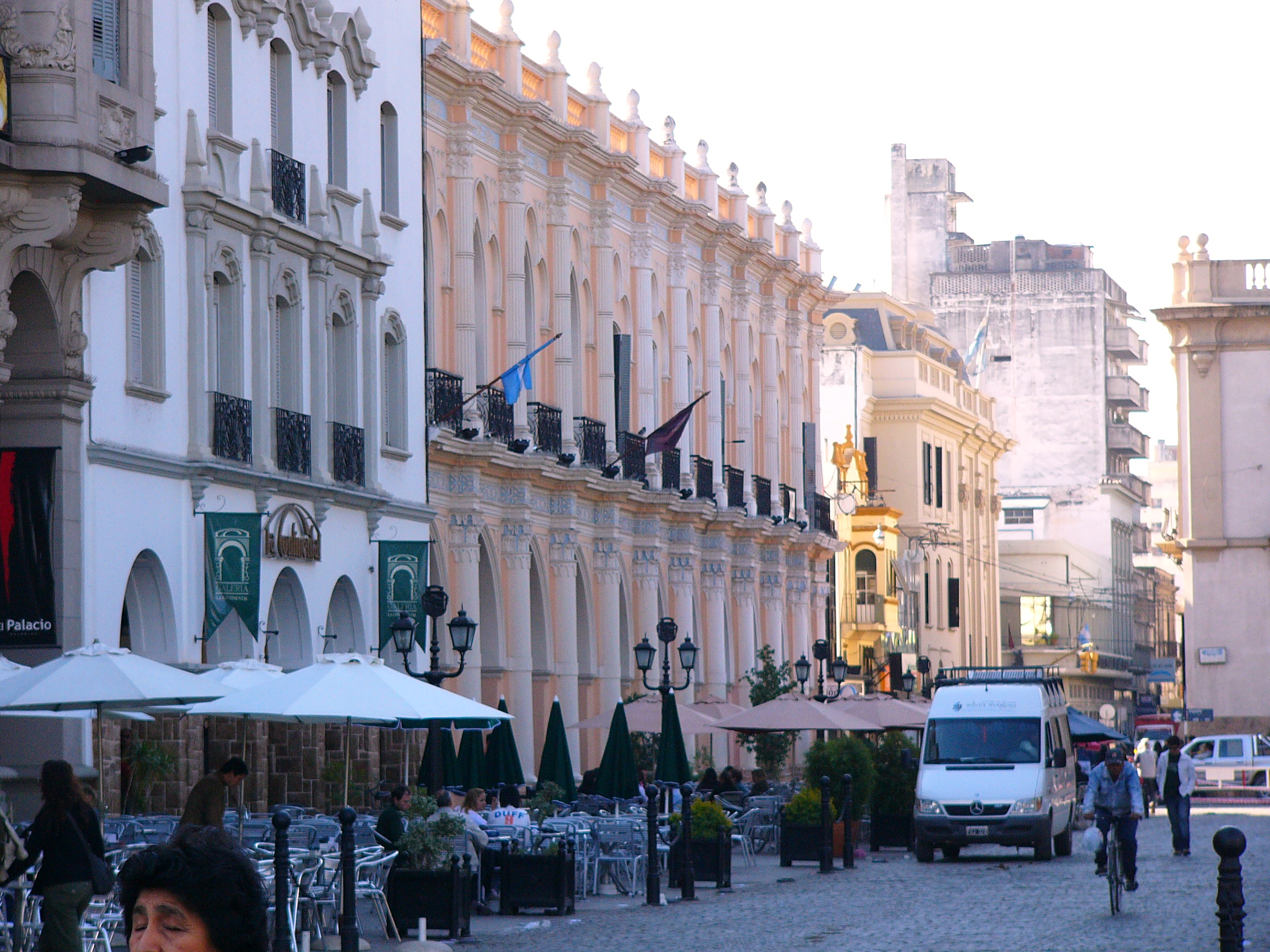
Сальта

Аргентина — быстроразвивающееся аграрно-индустриальное государство. С начала 1990-х годов в стране активно проводится политика приватизации и ещё более широкого привлечения иностранного капитала. Вступление в МЕРКОСУР (Южноамериканский общий рынок) значительно расширило внутренний рынок Аргентины. Для Аргентины характерно преобладание обрабатывающей промышленности, а в ней преобладает тяжёлая; однако традиционные отрасли лёгкой и особенно пищевой промышленности занимают по-прежнему важное место и имеют экспортное значение.
Тем не менее из-за проведения необдуманных реформ экономический кризис в 2001 году привёл к значительному росту социальной напряжённости и дефолту (сумма государственного долга на тот момент составляла 132 миллиарда долларов, что сделало дефолт крупнейшим в истории).
Для размещения промышленности характерна высокая территориальная концентрация: значительная часть промышленных предприятий тяжёлой промышленности сосредоточена в низовьях Параны, в промышленном поясе между Буэнос-Айресом и Росарио; более половины промышленной продукции производится в Большом Буэнос-Айресе.
По добыче нефти страна занимает четвёртое место в Латинской Америке (после Венесуэлы, Эквадора и Бразилии). Добыча полностью обеспечивает потребности страны (государственные компании Enarsa, YPF; частные Bridas, Pluspetrol), и государство нефть не импортирует.
Аргентина входит в десятку ведущих стран по запасам урана. Страна известна своими научными разработками в области ядерной энергетики и урановой промышленности (INVAP, Nucleoeléctrica Argentina).
Чёрная металлургия страны — старейшая на континенте, но развивается довольно медленно, с большой недогрузкой мощностей из-за недостатка сырья. Большинство сырья приходится импортировать.
Из отраслей цветной металлургии развиты: производство свинца, цинка, меди, алюминия на базе собственного и привозного сырья.
Машиностроение занимает ведущее место по стоимости продукции в тяжёлой промышленности. Наиболее развиты транспортное машиностроение (свои заводы в Аргентине имеют Ford, Chrysler, Toyota, Peugeot и др.), сельскохозяйственное машиностроение, производство оборудования для пищевой промышленности, электротехника (заводы IBM, Siemens). В транспортном машиностроении лидирует автомобилестроение (Буэнос-Айрес, Кордова), развиты судостроение и судоремонт (Буэнос-Айрес, Энсенада), авиастроение (FAdeA, Aero Boero, Laviasa) и производство вертолётов (Cicaré, AeroDreams) (Кордова, Буэнос-Айрес).
Среди экспортных отраслей особое место занимает мясохладобойная — традиционная и специфическая для страны отрасль. Аргентина принадлежит к числу самых значительных производителей мяса, в основном говядины, и его экспортёров. Из других отраслей пищевой промышленности экспортное значение имеют производство растительных масел, в последние годы — соевого, а также мукомольная, маслобойная отрасли и виноделие. На внутренний рынок ориентирована плодоовощная, консервная, сахарная отрасли промышленности, производство напитков.
Отличительной чертой сельского хозяйства Аргентины по сравнению с другими странами Латинской Америки является тот факт, что она не только полностью обеспечивает себя продовольствием, но и экспортирует его (при этом в сельском хозяйстве занято лишь 7,6 % работающих). По потреблению продовольствия на душу населения страна превосходит остальные страны региона (1 место). Продукция сельского хозяйства и животноводства даёт свыше 50 % экспортных доходов. По поголовью крупного рогатого скота Аргентина занимает шестое место в мире, по производству мяса на душу населения — пятое, а по его потреблению — первое. Мясо — национальная пища аргентинцев.
В растениеводстве главное место традиционно занимают зерновые, масличные и табачные культуры экспортного значения. По сбору пшеницы и табака Аргентина — одна из ведущих стран мира. По данным Всемирного банка в 2012 году страна занимала шестое место в мире по экспорту пшеницы (8,4 млн тонн). Кроме того, Аргентина важнейший экспортёр яиц, молока, ячменя и табака.
Средний размер оплаты труда в Аргентине по состоянию на сентябрь 2018 года составляет 31 898 песо (835,44 $). С 1 октября 2019 года минимальный размер оплаты труда составляет 16 875 песо (282,09 $ US) и 14 512,5 песо (нетто, после вычета 14 % подоходного налога 242,60 $ US).

### Динамика экспорта товаров и услуг
По данным Всемирного банка в 2017 г. экспорт товаров и услуг в Аргентине составил 71 млрд долл. США (таблица 1):
| Год  | Объём экспорта товаров и услуг, млрд долл. США | Абсолютный прирост, млрд долл. США* | Темпы роста, %* | Темпы прироста, %* |
| ---- | ---------------------------------------------- | ----------------------------------- | --------------- | ------------------ |
| 2002 | 27,737                                         | -3,376                              | 0,989           | -0,011             |
| 2003 | 33,084                                         | 5,347                               | 1,019           | 0,019              |
| 2004 | 39,267                                         | 6,183                               | 1,019           | 0,019              |
| 2005 | 46,198                                         | 6,931                               | 1,018           | 0,018              |
| 2006 | 53,550                                         | 7,352                               | 1,016           | 0,016              |
| 2007 | 65,162                                         | 11,612                              | 1,022           | 0,022              |
| 2008 | 79,763                                         | 14,601                              | 1,022           | 0,022              |
| 2009 | 65,133                                         | -14,630                             | 0,982           | -0,018             |
| 2010 | 80,209                                         | 15,076                              | 1,023           | 0,023              |
| 2011 | 97,811                                         | 17,602                              | 1,022           | 0,022              |
| 2012 | 88,656                                         | -9,155                              | 0,991           | -0,009             |
| 2013 | 33,084                                         | 5,347                               | 1,019           | 0,019              |
| 2014 | 75,819                                         | -4,871                              | 0,994           | -0,006             |
| 2015 | 63,672                                         | -12,147                             | 0,984           | -0,016             |
| 2016 | 69,823                                         | 6,151                               | 1,010           | 0,010              |
| 2017 | 71,275                                         | 1,452                               | 1,002           | 0,002              |

- — Показатели, сравниваемые с предыдущим годом

Данные таблицы позволяют сделать вывод о том, что на протяжении первой половины исследуемого периода сформировался восходящий тренд экономического роста, продолжавшийся со второй половины 2002 г. до четвёртого квартала 2008 г. Это стало результатом антикризисной меры «об отказе от долларового паритета и введение свободной котировки аргентинского песо», принятой в январе 2002 г. и продлевавшейся ежегодно. Девальвация национальной валюты изменила ценовые соотношения в пользу местного производства, а чуть позже был разработан экономический план, включавший в себя увеличение роли государства как контролирующего органа экономики.
Тем не менее мировой финансовый кризис 2008—2009 гг. существенно замедлил темпы роста объёма экспорта товаров и услуг. Если в 2008 г. прирост составил 0,022 %, то в связи с дошедшими в 2009 г. последствиями кризиса он снизился до −0,018 %.
Послекризисное оживление, однако, произошло достаточно быстро. Начавшийся в 2003 г. процесс реиндустриализации строго регулировался государством, что позволило переориентировать экономику на развитие конкурентоспособной агросферы и промышленности. Уже в 2010—2011 гг. среднегодовые темпы роста составили более 1,022 % (что является самым высоким показателем за рассматриваемый период). Стоимостной показатель объёма экспорта в 2011 г. — 97 млрд долл. США соответственно, стал пиком периода подъёма экономики.
Последовавшая за этим рецессия 2012—2015 гг. в значительной степени обусловлена падением темпов экономического развития в Бразилии — основного торгово-экономического партнёра Аргентины.
Назначение нового президента Аргентины Маурисио Макри в 2015 г. возобновило приостановленный процесс экспансии экспорта товаров и услуг. Его политика заключается в прямом сближении с США, он выступает за развитие и укрепление торгово-экономических отношений, а также — за интеграцию с Тихоокеанским альянсом и Европейским Союзом, чем привлекает экономически выгодных торговых партнёров.
Таким образом в целом за 2002—2017 гг. объём экспорта товаров и услуг увеличивался на 2,9 млрд долл. США в год или на 6,5 % в относительном выражении. Средний объём показателя составлял 65,89 млрд долл. США.
| Год  | Объём экспорта товаров и услуг, % от ВВП | ВВП, млрд долл. США |
| ---- | ---------------------------------------- | ------------------- |
| 2002 | 28,4                                     | 97,724              |
| 2003 | 25,9                                     | 127,587             |
| 2004 | 23,9                                     | 164,658             |
| 2005 | 23,3                                     | 198,737             |
| 2006 | 23,0                                     | 232,557             |
| 2007 | 22,7                                     | 287,531             |
| 2008 | 22,1                                     | 361,558             |
| 2009 | 19,1                                     | 332,976             |
| 2010 | 19,0                                     | 423,627             |
| 2011 | 18,5                                     | 530,163             |
| 2012 | 16,2                                     | 545,982             |
| 2013 | 14,6                                     | 552,025             |
| 2014 | 14,4                                     | 526,320             |
| 2015 | 10,7                                     | 594,729             |
| 2016 | 12,6                                     | 554,861             |
| 2017 | 11,2                                     | 637,590             |

Согласно таблице с каждым годом доля экспорта товаров и услуг от ВВП страны сокращается. В 2002 г. она составляла около 30 %, в 2017 г. — лишь 11 %. Показатели находятся в обратной зависимости: чем выше уровень ВВП, тем меньше доля экспорта в нём.
Экспорт товаров и услуг на душу населения в Аргентине в 2017 г. был равен 1610 долларам США.

### Динамика импорта товаров и услуг
Согласно таблице № 3, в 2017 г. сумма ввезённых в Аргентину товаров и услуг составила более 87 млрд долл. США. На импорт товаров пришлось свыше 63 млрд долл. США (72,8 %), в то время как импорт услуг превысил 23 млрд долл. США (27,2 %). Темп прироста общего импорта, в сравнении с 2016 г., равняется 18 % — это один из самых высоких показателей темпов прироста за период 2007—2017 гг.
Несмотря на жёсткие протекционистские меры и политику импортозамещения, в 2008 г. произошло изменение общего импорта в положительную сторону +27,4 %, сопровождающееся последующим спадом в 2009 г. на −27,2 % из-за тяжёлой кризисной ситуации в мире.
В 2010—2011 гг. вновь заметен рост объёма импорта, вопреки контролю ввоза товаров и услуг в страну и его искусственному сдерживанию со стороны государства. Это объясняется сильной привязкой промышленности Аргентины к импорту, проблема длится десятилетиями. Доля промышленных закупок составляет 85 % от общего объёма импорта, при этом страна не может отказаться от данной статьи, так как отечественные производители не в силах обеспечивать часть товаров самостоятельно и в нужном количестве.
В последующие годы заметен рост в обратную сторону, за исключением 2013 г., из-за постоянно увеличивающихся импортных ограничений. Этот период длится вплоть до исполнения обязательств Аргентиной в 2016 г., наложенных ВТО в 2012 г. по запросу консультации стран ЕС и других из-за суровых импортных мер Аргентины. 14 января 2016 г. страна сообщила о выполнении рекомендаций, связанных с применением торговых требований, и об отмене Предварительной присяжной импортной декларации (DJAI).
Подъём в 2017 г. в первую очередь связан с упрощением системы импортного регулирования, сокращением неавтоматических лицензий и увеличением их срока действия.
Объём импорта товаров и услуг Аргентины в 2007—2017 гг.
| Год  | Объём импорта товаров, млрд долл. США | Объём импорта услуг, млрд долл. США | Объём общего импорта, млрд долл. США | Изменение общего импорта, в сравнении с предыдущим г., % |
| 2007 | 42,524                                | 11,027                              | 53,551                               |                                                          |
| 2008 | 54,596                                | 13,646                              | 68,242                               | +27,4                                                    |
| 2009 | 37,146                                | 12,536                              | 49,682                               |                                                          |
| 2010 | 54,158                                | 14,621                              | 68,779                               | +38,4                                                    |
| 2011 | 70,769                                | 17,649                              | 88,418                               | +28,6                                                    |
| 2012 | 65,043                                | 18,344                              | 83,387                               |                                                          |
| 2013 | 71,292                                | 19,009                              | 90,301                               | +8,3                                                     |
| 2014 | 62,898                                | 18,038                              | 80,936                               |                                                          |
| 2015 | 57,594                                | 19,028                              | 76,622                               |                                                          |
| 2016 | 53,504                                | 20,992                              | 74,496                               |                                                          |
| 2017 | 63,971                                | 23,960                              | 87,931                               | +18,0                                                    |

Структура импорта товаров и услуг
| № | Основные товары                                        | Объём импорта товаров, млрд долл. США | Процент от общего импорта товаров, % |
| - | ------------------------------------------------------ | ------------------------------------- | ------------------------------------ |
| 1 | Средства наземного транспорта, кроме ж/д и трамвайного | 13,194                                | 20,6                                 |
| 2 | Машины, механические устройства и их части             | 9,934                                 | 15,5                                 |
| 3 | Электрические оборудования и их части                  | 8,627                                 | 13,5                                 |
| 4 | Минеральное топливо                                    | 5,461                                 | 8,5                                  |
| 5 | Пластмассы и изделия из них                            | 2,384                                 | 3,7                                  |

| № | Основные услуг                                             | Объём импорта услуг, млрд долл. США | Процент от общего импорта услуг, % |
| - | ---------------------------------------------------------- | ----------------------------------- | ---------------------------------- |
| 1 | Туризм                                                     | 10,505                              | 48,8                               |
| 2 | Транспорт                                                  | 5,401                               | 22,5                               |
| 3 | Прочие бизнес-услуги                                       | 2,909                               | 12,1                               |
| 4 | Плата за использование интеллектуальной собственности      | 2,340                               | 9,8                                |
| 5 | Телекоммуникационные, компьютерные и информационные услуги | 1,147                               | 4,8                                |

### Дефолты
До 2020 года в Аргентине было 9 дефолтов, из которых три произошли в XXI веке: в 2001, 2014 и 2020 годах. После дефолта 2001 года Аргентина сумела договориться о реструктуризации c 93 % фондов. Так 30 июля 2014 года истёк срок погашения долговых обязательств перед частью кредиторов. Сумма невыплаты по долгам составила 1,3 миллиарда долларов. Власти Аргентины отказывались подтвердить дефолт 2014 года. Президент Аргентины Кристина Киршнер опровергла объявление дефолта, а министр экономики страны Аксель Кисильоф заявил, что против Аргентины развязана медийная «кампания, призванная посеять сомнения, панику и страх, которые вызывает слово „дефолт“». В дефолт 2020 года ситуация была иной. Министр экономики Аргентины Мартин Гусман предложил кредиторам на три года отложить уплату процентов и основного долга (69 млрд долларов), а затем выплатить 94,6 % основной суммы долга и 48 % доначисленных процентов. Инвесторы на такое не согласились и правительство Аргентины не заплатило 500 млн долларов по своим государственным облигациям.

## Транспорт

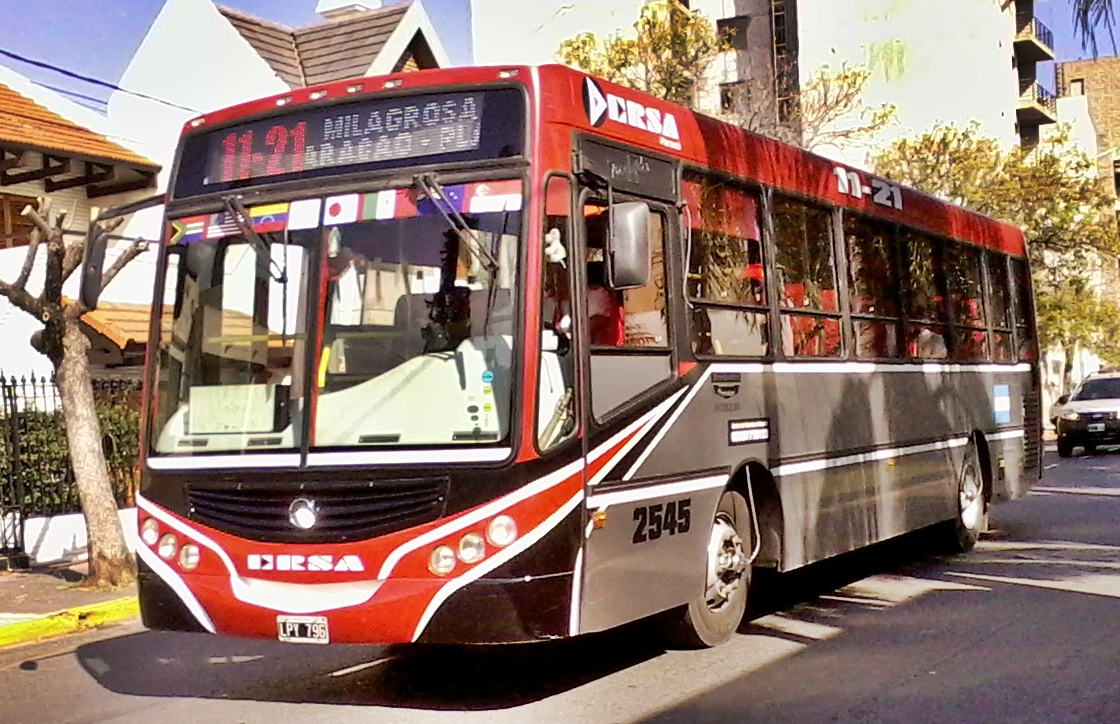
Парана

Транспортная инфраструктура Аргентины относительно развита. Протяжённость дорог составляет 230 000 км (не считая частных сельских дорог), из которых 72 000 км с твёрдым покрытием и 1575 км — скоростные, многие из которых являются приватизированными платными дорогами. За последние годы протяжённость многополосных скоростных дорог удвоилась. Сейчас они соединяют между собой несколько крупных городов. Ещё больше таких дорог находится в стадии строительства. Однако их ещё недостаточно для организации нормального движения 9,5 млн зарегистрированных в стране по состоянию на 2009 год автомобилей (240 на 1000 человек).
Общая протяжённость сети железных дорог, составлявшая в конце 1940-х годов тыс. км, во втором десятилетии XXI века снизилась примерно до 18 тыс. км. В провинции Огненная Земля находится самая южная в мире железная дорога (Поезд на краю света). После нескольких десятилетий снижения перевозок и недостаточного содержания инфраструктуры в 1992 году железнодорожная компания Ferrocarriles Argentinos была приватизирована, большинство междугородных пассажирских маршрутов закрыто, и тысячи километров дорог (не включены в указанную выше общую протяжённость) в настоящее время не используются. Пригородные железнодорожные перевозки в районе Буэнос-Айреса ещё пользуются большим спросом, правда, отчасти из-за лёгкости пересадки на метро. На ряде линий в настоящее время возобновляются междугородные перевозки.
Открытый в 1913 году, метрополитен Буэнос-Айреса стал первым метрополитеном в Латинской Америке и в южном полушарии. На сегодня он уже более не является самым большим в Южной Америке, но по его 87,3 км линий перевозится более 1,2 млн пассажиров в день.
В Аргентине имеется около 11 000 км внутренних водных путей, по которым перевозится больше грузов, чем по железным дорогам. Сюда входит обширная сеть каналов, хотя Аргентина имеет и достаточное количество природных водных путей, наиболее значимыми среди которых являются реки Рио-де-ла-Плата, Парана, Уругвай, Рио-Негро и Парагвай.
Aerolíneas Argentinas является основной авиакомпанией страны, обеспечивая как внутренние, так и международные перевозки. Austral Lineas Aereas является дочерней компанией Aerolíneas Argentinas с маршрутной сетью, охватывающей практически всю территорию страны. LADE — авиакомпания, управляемая военно-воздушными силами, обслуживает широкую сеть внутренних маршрутов.

## Население
| 1895        | 1910        | 1960        | 1961        | 1962        | 1963        | 1964        | 1965        | 1966        | 1967        | 1968        | 1969        |
| ----------- | ----------- | ----------- | ----------- | ----------- | ----------- | ----------- | ----------- | ----------- | ----------- | ----------- | ----------- |
| 3 954 911   | ↗7 091 822  | ↗20 623 998 | ↗20 959 241 | ↗21 295 290 | ↗21 630 854 | ↗21 963 952 | ↗22 293 817 | ↗22 618 887 | ↗22 941 477 | ↗23 269 302 | ↗23 612 675 |
| 1970        | 1971        | 1972        | 1973        | 1974        | 1975        | 1976        | 1977        | 1978        | 1979        | 1980        | 1981        |
| ↗23 978 532 | ↗24 370 660 | ↗24 785 830 | ↗25 215 328 | ↗25 646 533 | ↗26 070 443 | ↗26 483 835 | ↗26 889 764 | ↗27 293 093 | ↗27 701 412 | ↗28 120 135 | ↗28 550 123 |
| 1982        | 1983        | 1984        | 1985        | 1986        | 1987        | 1988        | 1989        | 1990        | 1991        | 1992        | 1993        |
| ↗28 989 069 | ↗29 435 404 | ↗29 886 564 | ↗30 340 419 | ↗30 796 481 | ↗31 254 574 | ↗31 713 147 | ↗32 170 407 | ↗32 624 874 | ↗33 075 194 | ↗33 520 803 | ↗33 961 947 |
| 1995        | 1996        | 1997        | 1998        | 1999        | 2000        | 2001        | 2002        | 2003        | 2004        | 2005        | 2006        |
| ↗34 833 168 | ↗35 264 070 | ↗35 690 778 | ↗36 109 342 | ↗36 514 558 | ↗36 903 067 | ↗37 273 361 | ↗37 627 545 | ↗37 970 411 | ↗38 308 779 | ↗38 647 854 | ↗38 988 923 |
| 2007        | 2008        | 2009        | 2010        | 2011        | 2012        | 2013        | 2015        | 2017        | 2019        | 2022        |             |
| ↗39 331 357 | ↗39 676 083 | ↗40 023 641 | ↗40 374 224 | ↗40 728 738 | ↗41 086 927 | ↗41 446 246 | ↗43 417 000 | ↗44 271 041 | ↗44 938 712 | ↗47 327 407 |             |

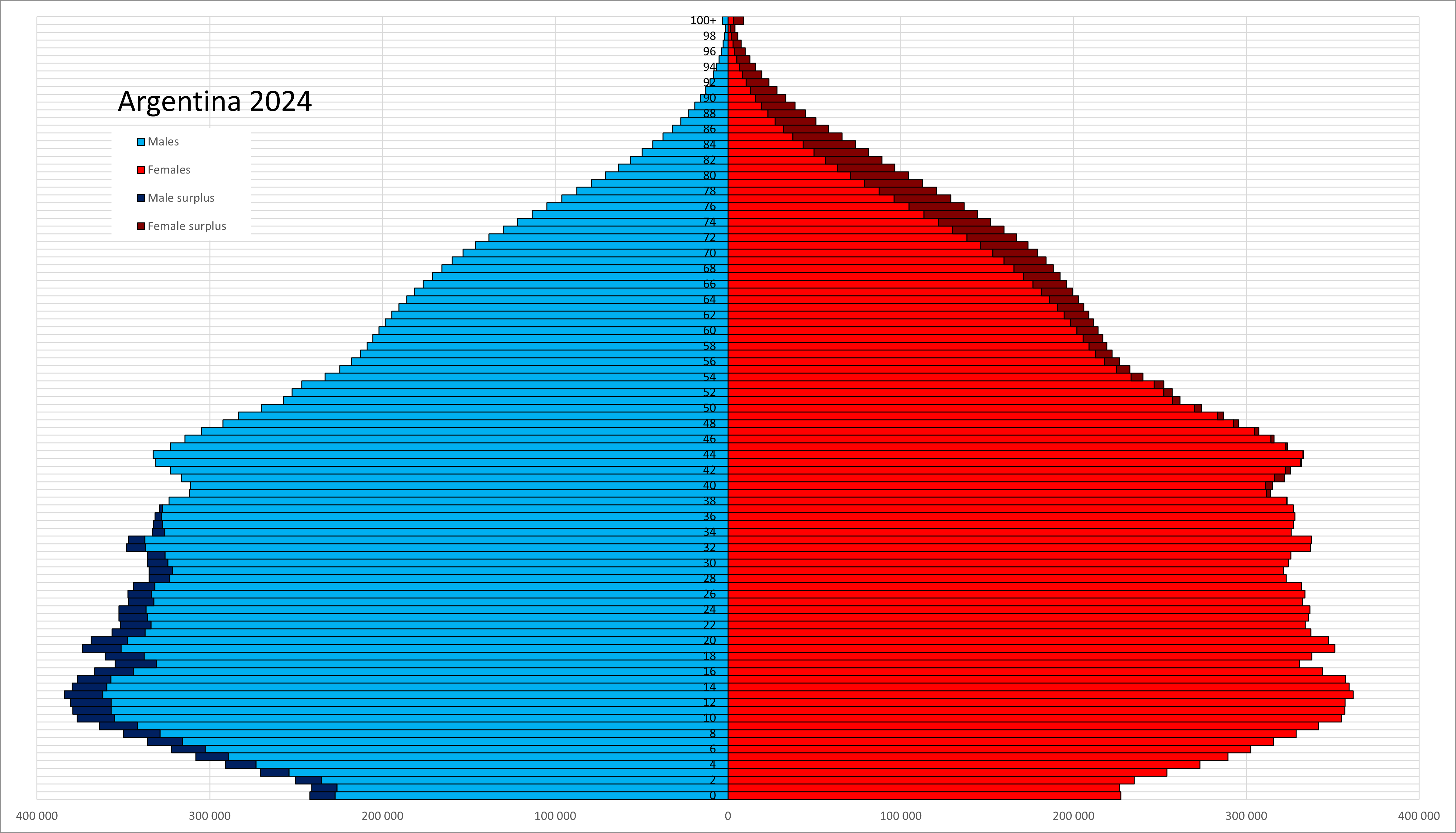
Возрастно-половая пирамида населения Аргентины на 2024 год

По состоянию на 2001 год, численность населения страны составляла 36 260 130 человек; на июль 2010 года — 40 412 000 человек. Ныне по этому показателю Аргентина является 3-й в Южной Америке и 33-й в мире. Средняя плотность населения составила 13,3 человек на квадратный километр. Рост населения в 2010 году составил 0,87 %, рождаемость составляла 18,7/1000 человек, смертность — 7,9/1000 человек.
Население в возрасте до 15 лет составляет 24,9 %, старше 65 лет — 10,6 % от общего числа населения. Урбанизация в Аргентине является самой высокой в Латинской Америке после Уругвая.
Полуторамиллионное индейское население Гран-Чако и Ла-Платы, а также стотысячное население Патагонии было почти полностью истреблено в ходе испанской колонизации в XVI веке и последующих захватов земель Пампы и Патагонии вплоть до конца XIX в. Аргентинская нация сложилась в XIX—XX веках многочисленными европейскими иммигрантами. Более 85 % аргентинцев принадлежат к белой расе. Индейское население (гуарани, мапуче, колла, тоба и другие) составляет 1,5 % населения, остальные — в основном метисы, а также мулаты.
Национальный состав иммигрантов был очень разнообразным: преобладали выходцы из Испании (в основном баски и галисийцы) и итальянцы (потомки последних сейчас составляют около 1/3 населения страны), немало французов, немцев, британцев (больше всего ирландцев), поляков, чехов, хорватов, украинцев, евреев, швейцарцев, датчан, голландцев, арабов (от 1,3 до 3 млн чел.), литовцев, греков, армян. Только в период с 1880 по 1950 год в Аргентину приехало более 5 миллионов иммигрантов. С конца XX века иммиграция из Европы практически прекратилась (исключение — Румыния и Украина). Большинство иммигрантов прибывает в страну из Южной Америки: Боливии, Парагвая, Перу, Чили. Согласно переписи 2010 г., в Аргентине проживало 1806 тыс. уроженцев других стран (4,5 % населения страны), в том числе 81,5 % — из стран Южной Америки, и только 16,5 % из стран Европы.

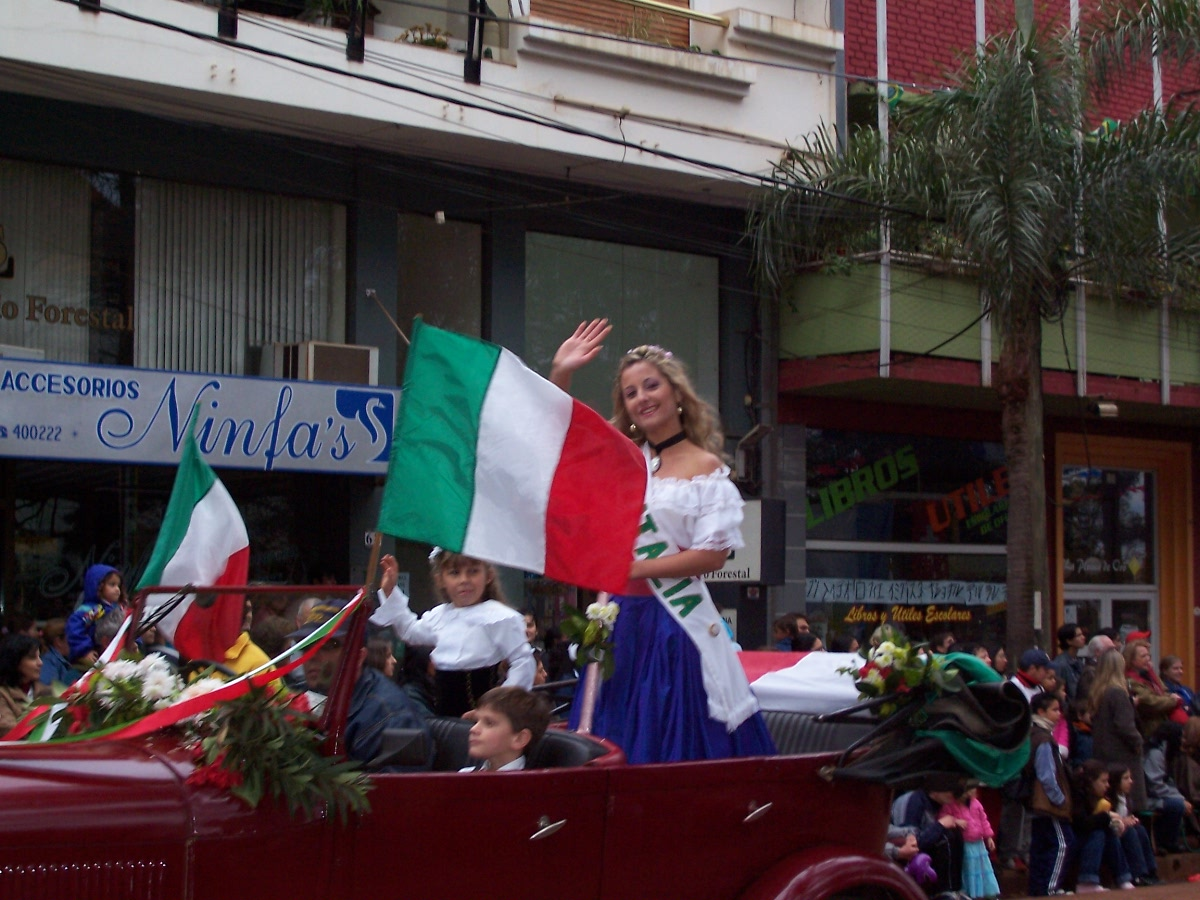
Мисьонес

В Аргентине проживает значительное число потомков выходцев из дореволюционной России, в основном украинцев, немцев Поволжья, белорусов, русских, евреев, литовцев. Организованной русской общины как таковой в Аргентине нет, несмотря на значительное количество (по разным оценкам — от 100 до 250 тысяч человек, в основном в Буэнос-Айресе, Мар-дель-Плате, Кордове, в провинции Мисьонес). Это потомки нескольких волн эмиграции из России и СССР, включая крестьян из западных губерний, белогвардейцев, перемещённых лиц, старообрядцев. За последние 20 лет в Аргентину переселилось несколько тысяч русских, однако иммиграция из России в Аргентину не носит массовый характер. Так, с 2004 по 2010 год статус ПМЖ получили всего 873 человека из России.
Аргентина впитала в себя традиции многих стран и народов, что наложило отпечаток на её культуру, быт и нравы аргентинцев. Государственная политика способствовала быстрой ассимиляции иммигрантов. В отличие от США и Канады, в Аргентине нет районов с компактным проживанием отдельных национальностей, а при проведении переписи населения отсутствует графа «страна происхождения». По существующему в стране закону каждый родившийся на её территории считается аргентинцем. Сегодня в Аргентине динамика численности населения определяется естественным приростом. Его темпы — 0,91 % в середине 1990-х годов — самые низкие в Латинской Америке и проявляют склонность к снижению (в стране наблюдается затяжной демографический кризис). Это отражается и на динамике возрастной структуры населения, которая меняется в сторону уменьшения доли людей молодых возрастов (до 15 лет) и увеличения доли пожилых людей (более 65 лет).
По социально-экономическим показателям жизни Аргентина опережает многие страны Латинской Америки (по уровню жизни чуть-чуть уступая Чили). Средняя продолжительность жизни в стране составляет 77 лет (73,5 у мужчин, 80 у женщин). Доля ВИЧ-инфицированных среди взрослого (от 15 до 49 лет) населения — 0,5 %. В городах страны проживает сегодня более 87 % всего населения, а более 2/5 городского населения приходится на долю Буэнос-Айреса. Буэнос-Айрес, насчитывающий около 12 млн жителей, входит в число 10 крупнейших агломераций мира. Другими крупными городами являются Кордова (1,4 млн жителей), Росарио (1,2 млн), Мендоса (ок. 0,9 млн), Тукуман (0,8 млн).

### Языки
Государственным языком Аргентины является испанский. Среди стран, где испанский язык признан государственным, Аргентина является крупнейшей по площади. Внутри аргентинского испанского различается несколько разновидностей, при этом основной является риоплатский испанский.
К местным индейским языкам, которые до сих пор используются, относятся, например, мапуче, кечуа (60 000 говорящих), аймара (30 000 говорящих) и гуарани (200 000 говорящих): в частности, гуарани является вторым официальным языком в провинции Корриентес.
Самыми распространёнными неместными языками являются английский (2,8 млн), итальянский (1,5 млн), арабский (преимущественно сиро-палестинский диалект; 1 млн), литературный немецкий (200 000), каталанский (174 000), влашский цыганский (52 000), албанский (40 000), японский (32 000) и украинский (27 000).

### Религия
Конституция страны гарантирует свободу вероисповедания.
Христианство является господствующей религией в стране. По данным на 2022 год, католики составляют 48,9 % населения, другие христиане — 10 %, нерелигиозны — 39,8 %, верующие в другую религию или конфессию — 1,3 %.

## Культура

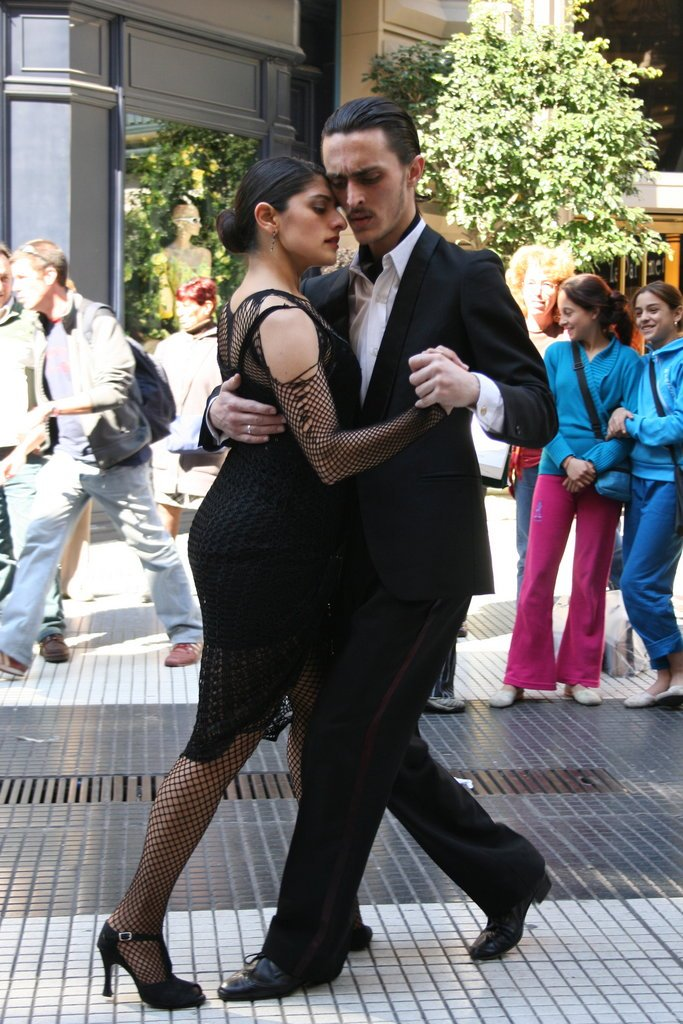
Танго

### Спорт

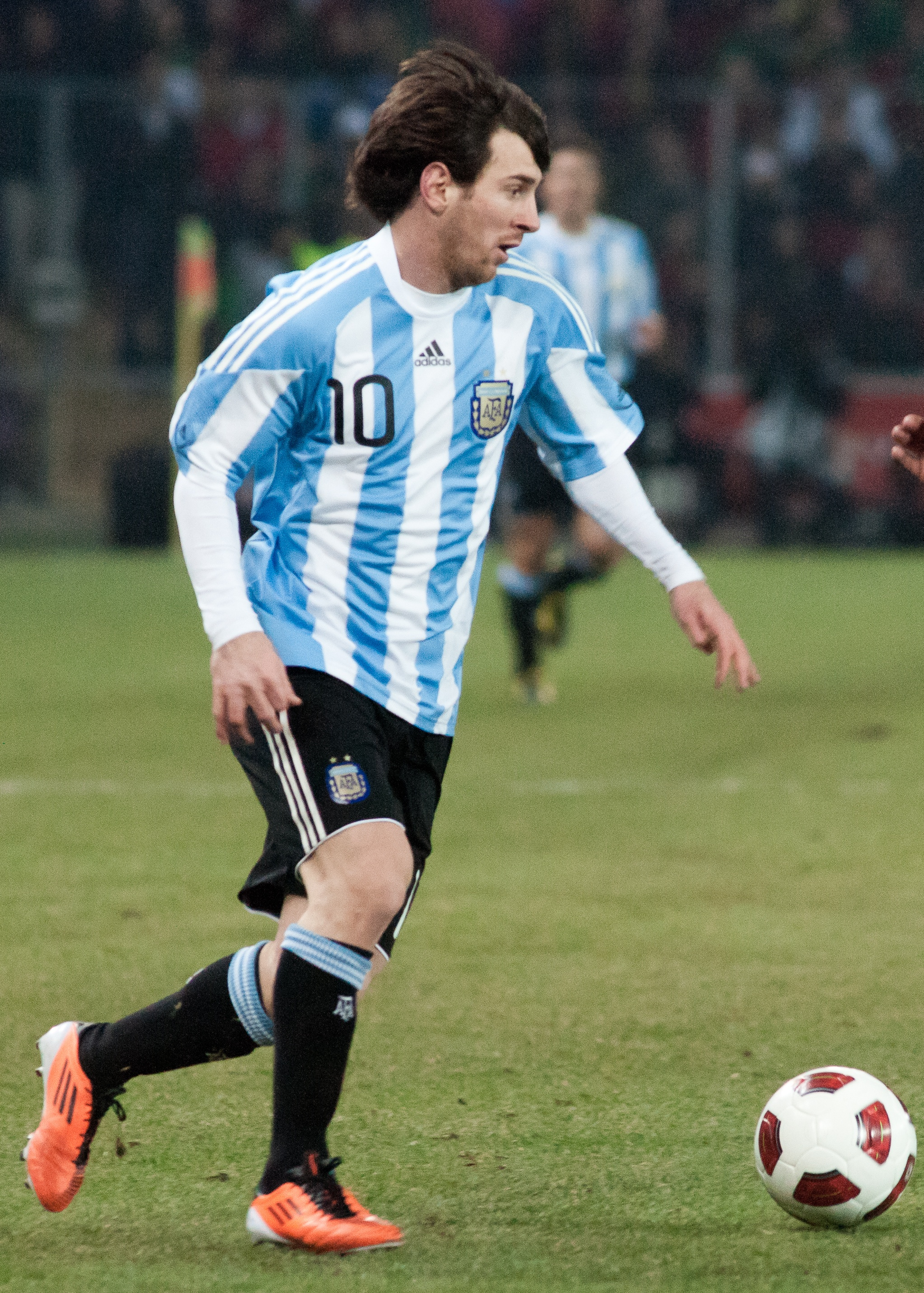
Лионель Месси

Самым популярным видом спорта является футбол. Наряду с Бразилией и Францией мужская национальная сборная — единственная, кто выиграл самую важную международную тройку: Чемпионат мира по футболу, Кубок конфедераций и олимпийскую золотую медаль.
Первым популярным спортсменом был Хорхе Ньюбери (1875—1914), который отличился как фехтовальщик, боксёр и лётчик. Массовое распространение спорта произошло в первые три десятилетия XX века на основе народной страсти к трём видам деятельности: футболу, боксу и автоспорту.
Чемпионат мира по футболу 1978 проходил во время военной диктатуры, которая двумя годами ранее навязала террористическое государство. Чемпионат мира 1978 года было поручено провести Аргентине, которая боролась за это право ещё с 1930 года.
С 6 по 18 октября 2018 года в Буэнос-Айресе прошли III летние юношеские Олимпийские игры. В соревнованиях приняли участие около 4000 спортсменов в возрасте от 15 до 18 лет из более 200 стран. Они разыграли 241 комплект наград в 36 видах спортивной программы.
Ассоциация футбола Аргентины (AFA) была основана 21 февраля 1893 года. Это восьмая по возрасту федерация футбола в мире.
Звёзды аргентинского футбола: Диего Марадона, Лионель Месси, Серхио Агуэро, Анхель ди Мария, Габриэль Батистута, Хавьер Маскерано, Пабло Сабалета.
Аргентина принимала чемпионат мира по баскетболу в 1950 и 1990 годах.

### Праздники
- 15 января — Карнавал в Аргентине.
- 14 февраля — День Святого Валентина (День всех влюблённых).
- 24 марта — Национальный день памяти правды и закона (Día Nacional de la Memoria por la Verdad y la Justicia). День грустных воспоминаний последней диктатуры в стране в 1976 году.
- 2 апреля — День ветеранов и павших на войне с англичанами за Мальвинские (Фолклендские) острова. С 2001 года 2 апреля отмечается в Аргентине как День ветеранов и павших на войне.
- конец марта — апрель
  - Католическая Страстная пятница (Великая пятница). Дата праздника уникальна для каждого года.
  - Католическая Пасха. Дата праздника уникальна для каждого года.
- 1 мая — Праздник труда (День труда).
- Третья суббота мая — День отца. Поздравляют всех мужчин, имеющих детей. Обед или ужин в кругу семьи. Дети дарят подарки.
- 25 мая — Годовщина первой революции (1810 года) и выборы первого независимого Правительства Аргентины.
- 20 июня — День флага в Аргентине. День флага (Dia de la Bandera) отмечается в Аргентине в день смерти дизайнера флага — Мануэля Белграно (Manuel Belgrano, 3.06.1770 — 20.06.1820) и является официальным праздником.
- 9 июля — День независимости Аргентины. 9 июля 1816 года была принята декларация Независимости Объединённых Провинций Серебряной Реки (Аргентины). Эта дата считается датой рождения Республики Аргентина, а в стране отмечается официальный праздник — День независимости.
- 17 августа — День памяти генерала Сан-Мартина в Аргентине. 17 августа в Аргентине отмечается общенародный праздник — годовщина памяти героя борьбы за независимость Аргентины от испанских колонизаторов (1810—1826 годов) генерала Хосе де Сан-Мартина .
- 11 сентября — День учителя в Аргентине. Является очень важным событием для всей нации. Фактически, День учителя отмечает вся страна как национальный праздник.
- Второй понедельник октября — День расы в Аргентине (Día de la Raza) — праздник в честь коренных и заселявших Аргентину народов.
- Третье воскресенье октября — День матери. Отмечается в кругу семьи. Поздравляют всех женщин, которые имеют детей (мамы, тёти, бабушки, прабабушки… и т. д.), дарят подарки, обязательный обед в кругу семьи.
- 8 декабря — Непорочное зачатие Пресвятой Девы Марии. Один из великих Богородичных праздников, которые отмечает Римско-Католическая Церковь.
- 24/25 декабря — Рождество Христово (по григорианскому календарю). Между Рождеством и Новым годом в Аргентине не делают большой разницы: два этих праздника празднуют почти одинаково. Как правило, Рождество в Аргентине — это семейный праздник, с обязательными подарками.
- 31 декабря/1 января — Новый год. В Аргентине не является большим праздником, он отмечается дома, в кругу родных и близких. Это очень домашний праздник, как, впрочем, и многие другие праздники[67].

## Образование

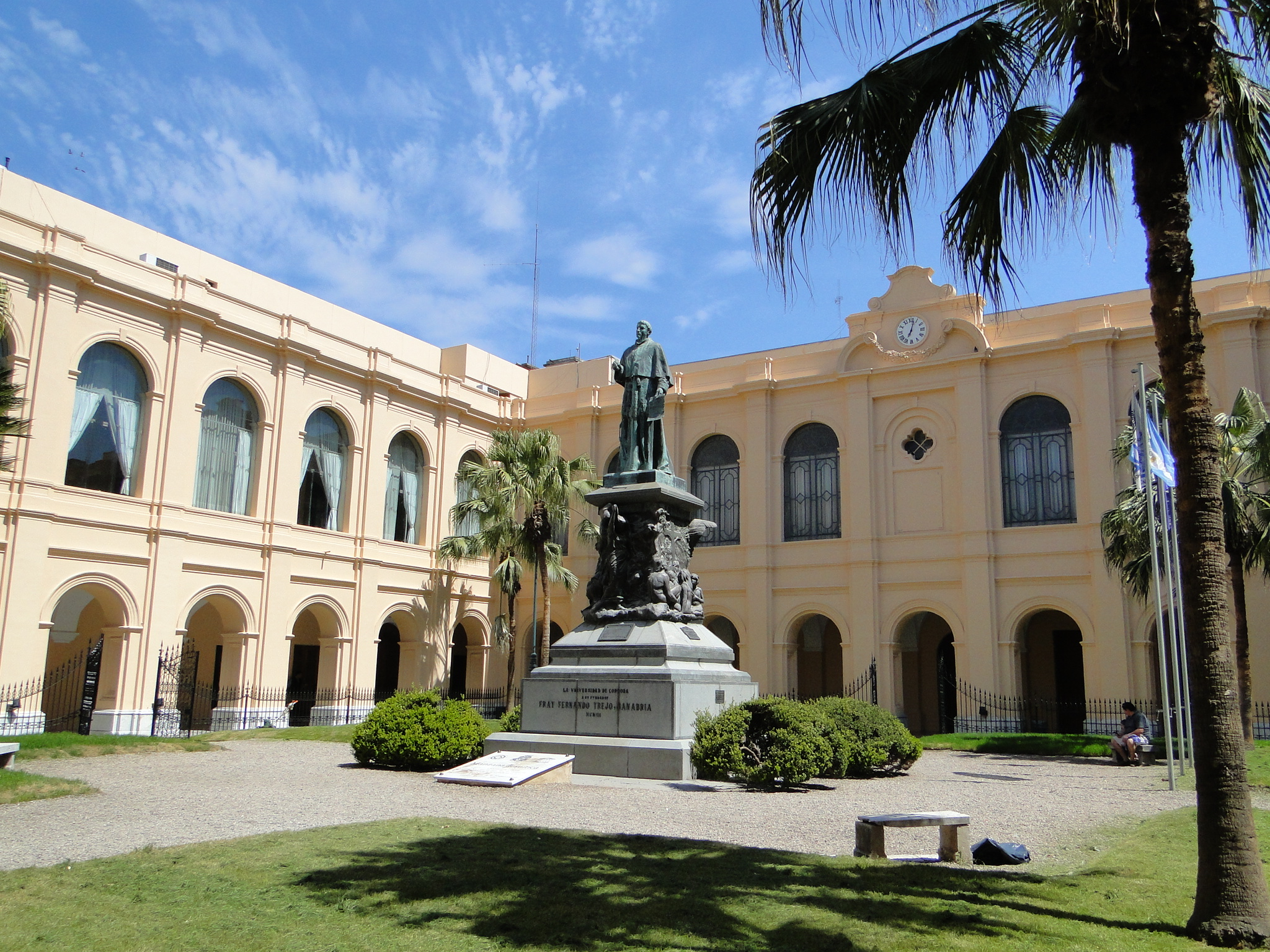
Национальный университет Кордовы

Уровень грамотности в Аргентине составляет 97 %. Трое из каждых восьми взрослых старше 20 лет имеют среднее образование или выше.
Посещение школ обязательно для всех детей от 5 до 17 лет. Школьная система Аргентины состоит из начального образования продолжительностью 6 или 7 лет и среднего образования продолжительностью от 5 до 6 лет.
Образование в Аргентине бесплатно на всех уровнях, за исключением основной части послеуниверситетского образования. Хотя уровень грамотности был близок к абсолютному уже начиная с 1947 года, в первой половине XX века большинство аргентинской молодёжи не имело доступа к образованию выше, чем обязательное семилетнее начальное обучение. С введением бесплатного образования на среднем и университетском уровне (в 1970-х годах) спрос на него стал часто превышать бюджетные возможности. Соответственно, государственные образовательные учреждения зачастую испытывают недостаток средств и снижают качество обучения. Это благотворно сказалось на расцвете частного образования, хотя и выразилось в неравенстве между теми, кто может себе его позволить, и остальным обществом, поскольку частные школы зачастую не имеют программ предоставления стипендий. Приблизительно один из четырёх школьников и один из шести студентов посещают частные учебные заведения.
Около 11,4 млн человек были вовлечены в процесс формального образования в 2006 году, включая 1,5 млн студентов 85 университетов страны. 38 университетов являются государственными. Наиболее значимые университеты: Университет Буэнос-Айреса, Национальный университет Кордовы, Национальный университет Ла Плата, Национальный университет Росарио, Национальный технологический университет. Государственные университеты столкнулись с существенным сокращением финансирования в 1980-х и 1990-х годах, что привело к снижению качества образования.

## Здравоохранение
Медицинское обслуживание предоставляется за счёт комбинации финансируемых работодателями и профсоюзами планов (Obras Sociales), государственного страхования, государственных госпиталей и клиник, а также добровольного медицинского страхования.
Первым мероприятием правительства по улучшению общественного здравоохранения можно считать введение испанским вице‑королём Хуаном Хосе де Вертисом Медицинского трибунала для надзора за практикующими врачами в 1780 году. После провозглашения независимости были основаны медицинские школы в Университете Буэнос-Айреса (1822 год) и Национальном университете Кордовы (1877 год). Подготовка врачей и медицинских сестёр в этих и других школах сделала возможным быстрое развитие медицинских кооперативов, которые в ходе президентства Хуана Перона переросли в субсидируемые государством организации Obras Sociales. В нынешнее время их число превышает 300 (из которых 200 относятся к профсоюзам), ими обеспечивается медицинское обслуживание более половины населения страны. Государственные INSSJP (или PAMI) покрывают обслуживание практически всех 5 миллионов пенсионеров.
Расходы на здравоохранение достигают почти 10 % ВВП страны и растут в соответствии с ростом доли аргентинцев старше 65 лет (7 % в 1970 году). Государственные и частные расходы исторически распределяются примерно поровну: государственные средства в основном распределяются через Obras Sociales и покрывают госпитализацию в частные и государственные клиники; частные средства поровну делятся на расходы на добровольное медицинское страхование и накладные расходы.
В стране более 150 000 больничных коек, 121 000 врачей и 37 000 стоматологов (показатели на душу населения сравнимы с развитыми странами). Относительно свободный доступ к медицинскому обслуживанию исторически выражается в сравнимых с развитыми странами структуре и тенденциях показателей смертности: с 1953 по 2005 год доля смертей, вызванных сердечно-сосудистыми заболеваниями, выросла с 20 % до 23 %, опухолями — с 14 % до 20 %, заболеваниями дыхательной системы — с 7 % до 14 %, заболеваниями пищеварительной системы (неинфекционного характера) — с 7 % до 11 %, инсультами — оставалась на уровне 7 %, травмами — 6 %, инфекционными заболеваниями — 4 %. Остальное в основном относится на счёт деменции. Доля младенческих смертей упала с 19 % в 1953 году до 3 % в 2005 году.
Младенческая смертность снизилась с 70 на 1000 новорождённых в 1948 году до 12,5 в 2008 году. Ожидаемая продолжительность жизни при рождении выросла с 60 до 76 лет. Хотя эти показатели выгодно смотрятся на фоне средних мировых, они всё ещё несколько ниже уровня развитых стран. В 2006 году Аргентина занимала 4 место в Латинской Америке по этому показателю.

## Наука и технологии

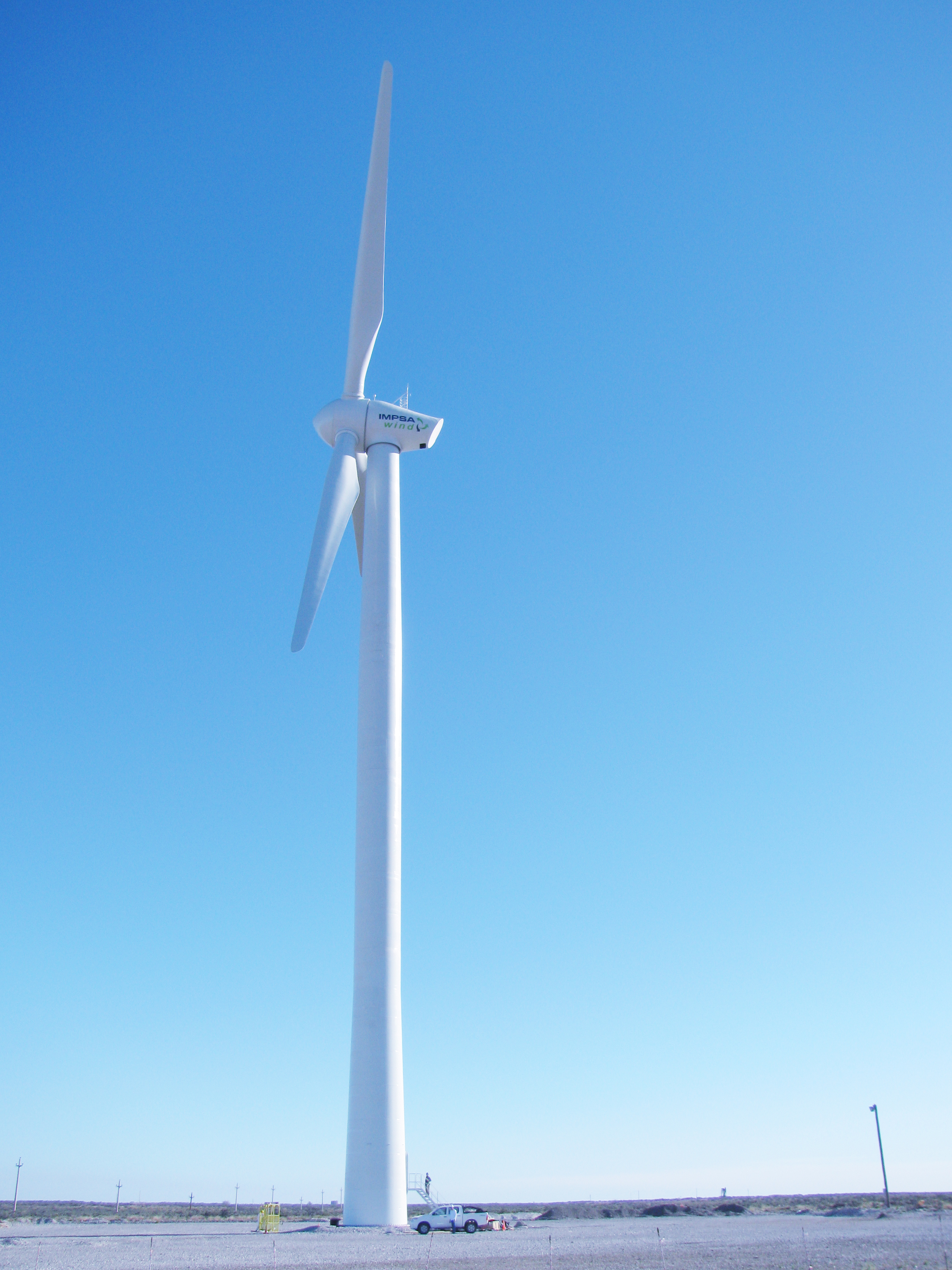
Чубут

Аргентина дала миру множество признанных врачей, учёных и изобретателей, включая трёх лауреатов Нобелевской премии. Аргентинцы ответственны за некоторые прорывы в медицине. Их исследования привели к существенным сдвигам в лечении ранений, сердечных заболеваний, некоторых форм рака. Доминго Лиотта впервые в мире успешно имплантировал искусственное сердце человеку в 1969 году. Рене Фавалоро разработал технику и впервые в мире осуществил коронарное шунтирование. Франциско де Педро изобрёл более надёжный искусственный стимулятор сердца.
Бернардо Усай, первый латиноамериканский лауреат Нобелевской премии в науке, исследовал роль гипофиза в регулировании уровня глюкозы у животных. Сесар Мильштейн проводил обширные исследования антител. Луис Лелуар открыл процесс накопления организмом энергии путём преобразования глюкозы в гликоген, а также соединения, которые являются основополагающими в метаболизме углеводов. Доктор Луис Аготе разработал первый безопасный метод переливания крови. Энрике Финочетто изобрёл ряд хирургических инструментов, например, хирургические ножницы, которые носят его имя («ножницы Финочетто»), и хирургический разделитель рёбер.
Аргентина развивает собственную ядерную программу, стараясь избежать полной зависимости от иностранных технологий. В 1957 году был построен исследовательский реактор, а в 1974 году — первый в Латинской Америке коммерческий реактор. Ядерные объекты с использованием аргентинских технологий (INVAP) были построены в Перу, Алжире, Австралии, Египте. В 1983 году страна была признана имеющей возможности производства оружейного урана, являющегося важнейшим этапом производства ядерного оружия. Однако с этого момента Аргентина обязалась использовать ядерную энергию исключительно в мирных целях. В качестве члена Совета управляющих МАГАТЭ Аргентина выступает за нераспространение ядерного оружия и поддерживает обеспечение глобальной ядерной безопасности.
Хорватский эмигрант Хуан Вучетич считается основателем современной дактилоскопии. Изобретатель Рауль Патерас Пескара, специализировался на двигателе-, авто- и авиастроении, в частности на создании новых моделей вертолётов. Аргентинец венгерского происхождения Ласло Биро впервые организовал массовое производство современной шариковой ручки. Эдуардо Тауроззи изобрёл маятниковый двигатель внутреннего сгорания. Хуан Малдасена является одним из лидеров в разработке теории струн. Аргентинцы вывели на орбиту ряд искусственных спутников Земли, включая LUSAT-1 (1990 год), Víctor-1 (1996 год), PEHUENSAT-1 (2007 год), а также спутники серии SAC Аргентинского космического агентства CONAE. Обсерватория Пьера Оже вблизи города Маларгуэ в провинции Мендоса является наиболее передовой обсерваторией космических лучей. Аргентина стала первой страной в Латинской Америке, поднявшей в воздух реактивный самолёт (FMA I.Ae. 27 Pulqui).
В честь Аргентины назван астероид (469) Аргентина, открытый в 1901 году.

## Средства массовой информации

### Печатные издания
Индустрия печатных изданий высоко развита и независима от государства. Издаётся более 200 газет. Основные национальные газеты издаются в Буэнос-Айресе. Центристская Clarín является самым массовым изданием в Латинской Америке и вторым в испаноговорящем мире. Другие общенациональные газеты: La Nación (право-центристская, издаётся с 1870 года), Página/12 (левая), Ámbito Financiero (деловая консервативная), Olé (спортивная), Crónica (популистская).
Относительно большим тиражом издаются две газеты на иностранных языках: Argentinisches Tageblatt на немецком и Buenos Aires Herald на английском (издаётся с 1876 года). К основным региональным изданиям относятся: La Voz del Interior (Кордова), Rio Negro (Хенераль-Рока), Los Andes (Мендоса), La Capital (Росарио), El Tribuno (Сальта), La Gaceta (Тукуман). Среди журналов наибольшим тиражом издаётся Noticias. Аргентинские издательства, включая Atlántida, Eudeba, Emecé и множество других, считаются, наряду с испанскими и мексиканскими издательствами, в испаноговорящем мире. El Ateneo является крупнейшей сетью книжных магазинов в Латинской Америке.

### Радио и телевидение
Аргентина является пионером в области радиовещания. В 21:00 27 августа 1920 года радиостанция Sociedad Radio Argentina объявила: «Сейчас мы передаём в ваши дома прямую трансляцию оперы Рихарда Вагнера Парсифаль из театра Колизео в Буэнос-Айресе». Только около 20 домов в городе имели приёмники для прослушивания. Первая в мире радиостанция оставалась единственной в стране до 1922 года, когда начало́ вещание Radio Cultura. К 1925 году уже насчитывалось 12 радиостанций в Буэнос-Айресе и 10 в других городах. В 1930-е годы наступил золотой век радио в Аргентине с трансляциями варьете, новостей, «мыльных» опер и спортивных событий.
В настоящее время в Аргентине функционируют 260 радиостанций AM диапазона и 1150 FM диапазона. Музыка и молодёжные программы доминируют в FM формате. Новости, дебаты и спортивные передачи составляют основу AM вещания. В стране широко распространена любительская радиосвязь.
Телевизионная индустрия Аргентины обширна и разнообразна. Каналы широко транслируются на Латинскую Америку и принимаются по всему миру. Многие местные программы транслируются телевидением других стран. Иностранные продюсеры также покупают права на адаптацию программ к своим рынкам. В Аргентине функционируют пять общенациональных телеканалов. Все столицы провинций и крупные города имеют как минимум одну местную станцию. Наличие каналов кабельного и спутникового телевидения в Аргентине аналогично Северной Америке. Многие кабельные сети обслуживают из Аргентины весь испаноговорящий мир: Utilísima Satelital, TyC Sports, Fox Sports en Español (совместно с США и Мексикой), MTV Argentina, Cosmopolitan TV, а также новостная сеть Todo Noticias.
С октября 2014 года на территории страны ведёт эфирное вещание на испанском языке российский телеканал «RT».